# Malmö
För andra betydelser, se Malmö (olika betydelser).
Malmö är Sveriges tredje största tätort med 339 316 invånare (2023), huvudsakligen belägen i Malmö kommun i Skåne län, men även innefattande Arlöv i Burlövs kommun och en mindre del i Lomma kommun. Malmödelen av tätorten utgör centralort i Malmö kommun, medan Arlöv utgör centralort i Burlövs kommun. Malmö är även residensstad i Skåne län. Malmö ingår i storstadsområdet Stormalmö och tillsammans med bland annat Köpenhamn i Öresundsregionen, som med sina 4 miljoner invånare är Nordens befolkningsmässigt största samarbetsregion.  
Samhället ligger vid Öresund och finns omnämnt från 1100-talet och fick sina stadsprivilegier 1353. Staden har en rik industrihistoria med några av Skandinaviens största industrikoncerner som Kockums, Skanska och Scania, vilka haft en betydande roll i Malmös näringsliv. Idag karaktäriseras staden istället av många små och medelstora företag inom medicinteknik, logistik, IT, bygg- och fastighetsmarknad.
Historiskt har Malmö kallats Parkernas stad med grund i det stora antalet parkanläggningar som grundades under stadens expansionsfas tidigt nittonhundratal. Under senare expansion har grönområden inte alls prioriterats i samma utsträckning och 2022 ligger Malmö näst lägst bland större skånska tätorter vad gäller andel grönområden. Malmö betecknas som en världsstad av Globalization and World Cities Research Network, med rankingen Gamma.

## Etymologi
Namnet Malmö (belagt i formen Malmöghae cirka 1170) är en sammansättning av malm i betydelsen "sand" eller "grus" och pluralis högar av ordet hög. Orten låg ursprungligen vid nuvarande Triangelnområdet och avskars från Öresund av ett kuperat sand- och insjöområde. Namnet Malmö finns även på andra håll i landet med samma betydelse. Ordet malm är besläktat med mala och förekommer även som efterled, till exempel i stadsdelsnamn som Norrmalm. En infödd invånare i Malmö kallas malmöit medan en inflyttad kallas malmöbo. 
Namnet Malmö (uttal [²malːˌmøː] ( lyssna)) uttalas på traditionell malmödialekt med -e: Malme ([²malme]). Denna form uppkom enligt språkforskaren Ingemar Ingers redan vid medeltidens slut, och finns också belagd i skrift från 1550.

## Historia

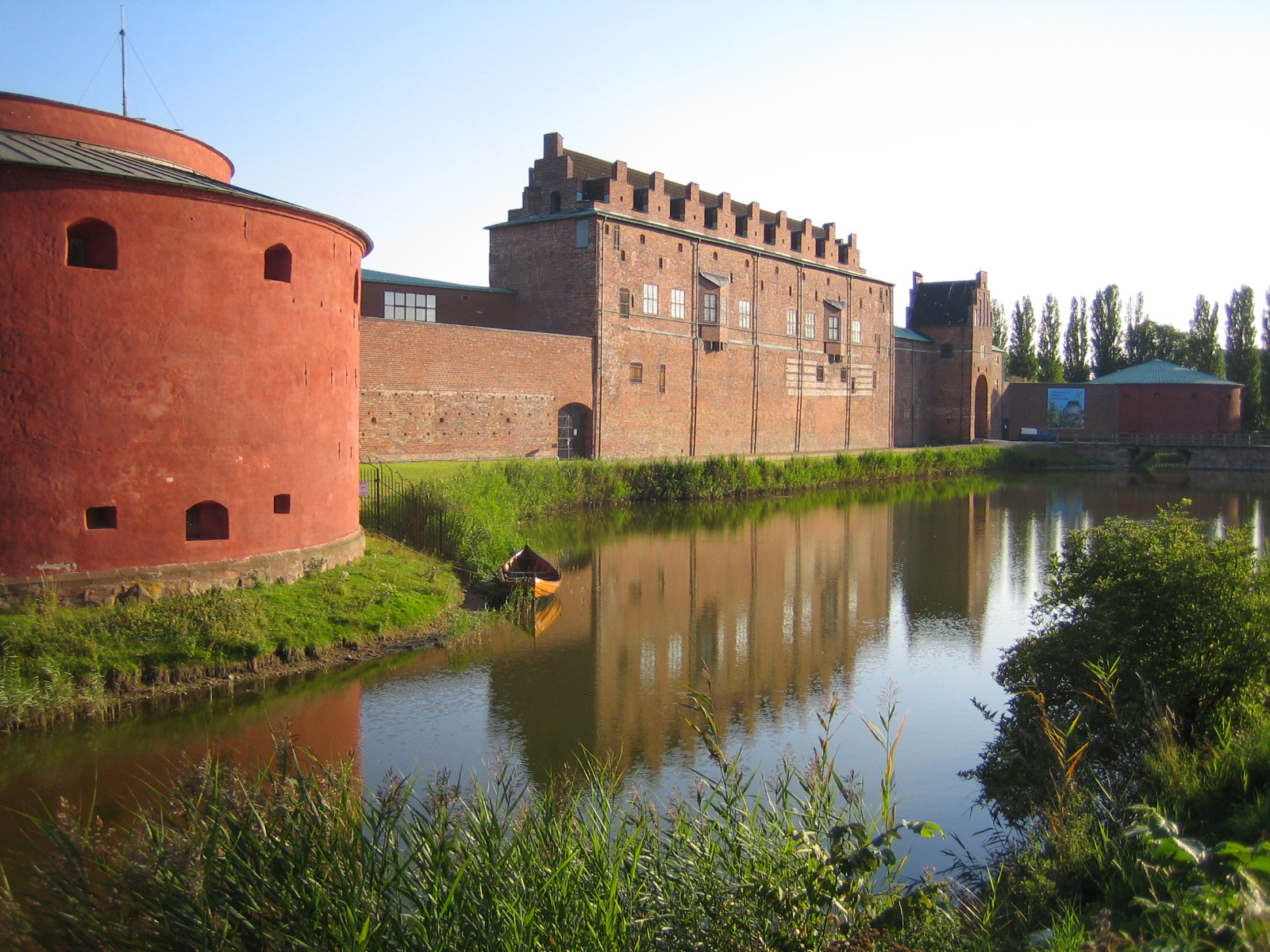
Malmöhus slott

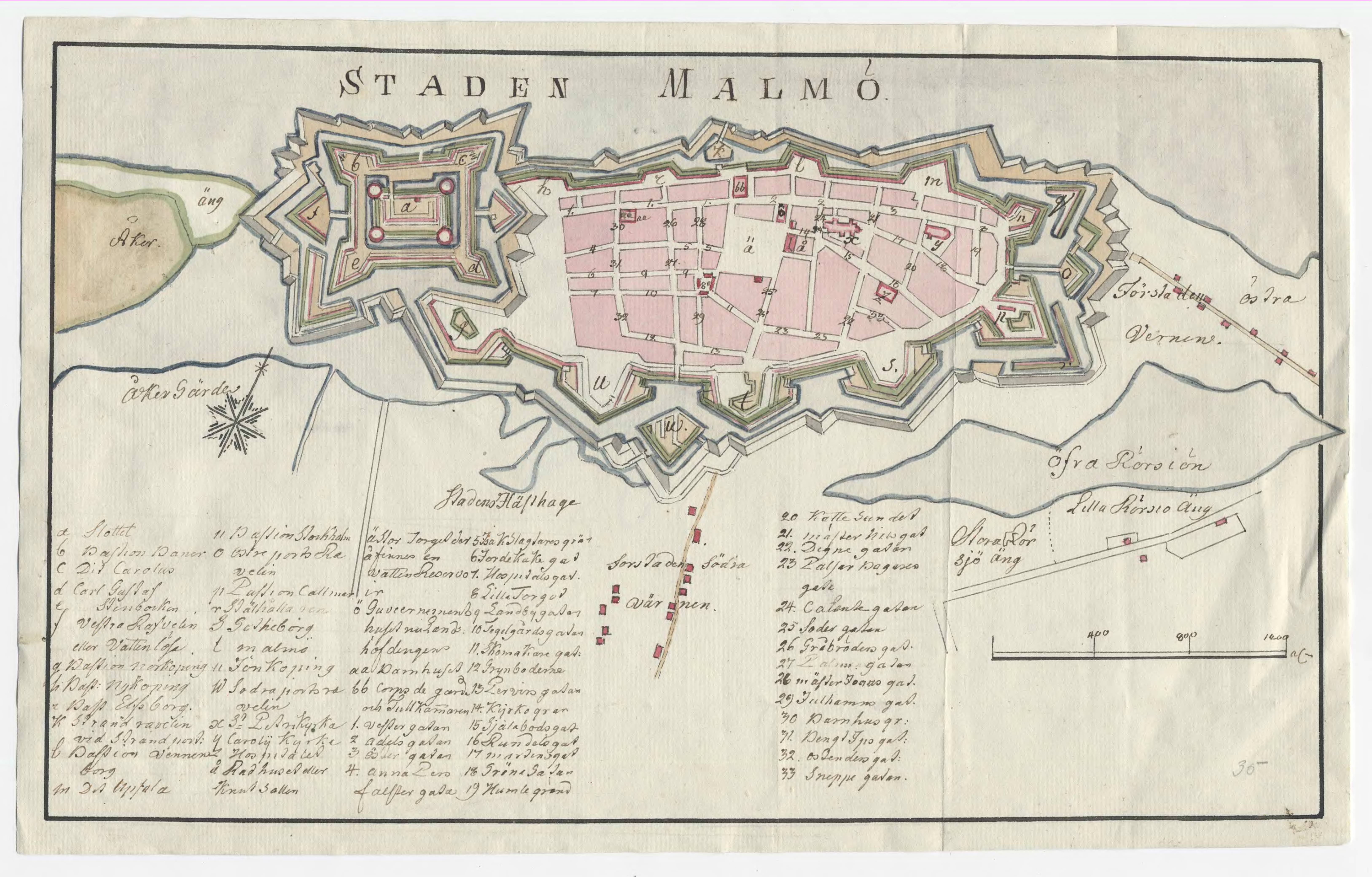
Karta över Malmö från 1790-talet

Malmö var under 1100-talet en kyrkby som låg på platsen för nuvarande Triangeln. Vid mitten av 1200-talet anlades en stad vid kusten som övertog byns namn. Staden kan ha anlagts av den danske ärkebiskopen som en kommunikationsort mellan kyrkans stad Köpenhamn och Lund. Det rika fisket i Öresund bidrog till stadens mycket kraftiga expansion runt åren kring 1300. Malmö övertog mer och mer från Lund rollen som den viktigaste staden i Skåne. Under 1500-talet inföll stadens andra stora ekonomiska glansperiod.

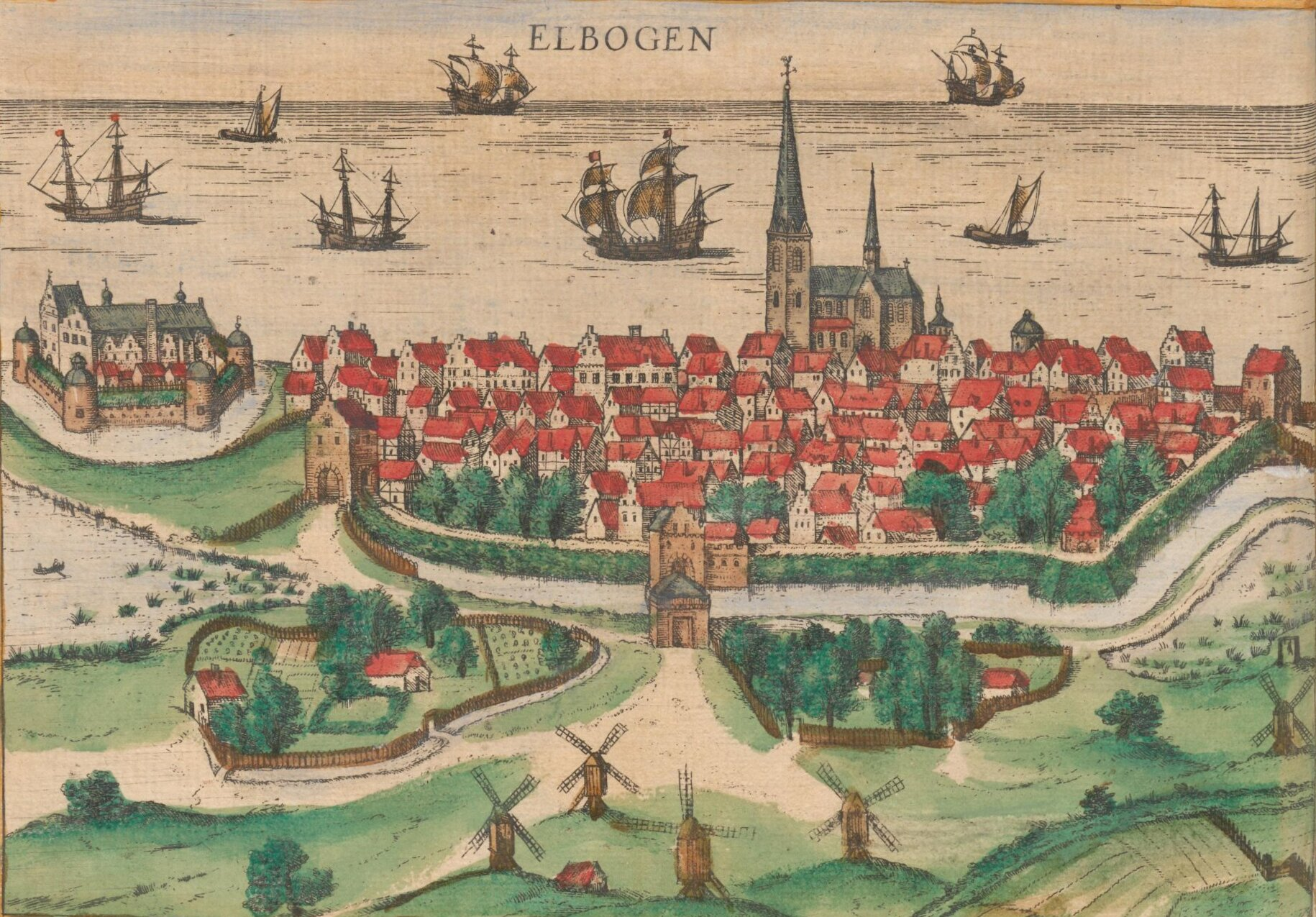
Malmö 1594.

Tunnelkomplexet vid Adelgatan och Sankt Petrikyrkan från 1300-talet är de äldsta bevarade byggnaderna i Malmö. Därefter kommer en del 1400- och 1500-talshus i centrum. Malmöhus slott byggdes under denna period.
Under den så kallade Grevefejden 1534–1536 spelade Malmö en avgörande roll i försöken att få återinsatt den avhållne kungen Kristian II. Malmö förlorade kampen. Den nye kungen Kristian III lät gräva en vallgrav runt slottet Malmöhus och uppkastade också slottets vallar samt uppförde fyra kraftiga kanontorn för slottets beskydd. Här inlades en stark garnison.
I samband med Roskildefreden 1658 hamnade staden utvecklingsmässigt i bakvattnet. Först i slutet av 1700-talet, när Frans Suell tog initiativet till att bygga en riktig hamn i Malmö, började staden att återhämta sig för att sedan börja växa på allvar i mitten av 1800-talet.
Malmö blev sydlig ändstation på Södra stambanan, motiverat av närheten till kontinentfärjorna och Köpenhamn. Det skedde ungefär samtidigt som utresevillkoren till Danmark lättades. En rad tullagar som införts i Skåne för att hindra handel och kontakt med Danmark upphörde vid denna tid. På 1860-talet passerade Malmö Norrköping som Sveriges tredje största stad. En lång tid därefter fanns en stark rivalitet mellan arbetarstäderna Malmö och Norrköping, vilket inte minst syntes när fotbollslagen möttes i Fotbollsallsvenskan på 1950-talet. 

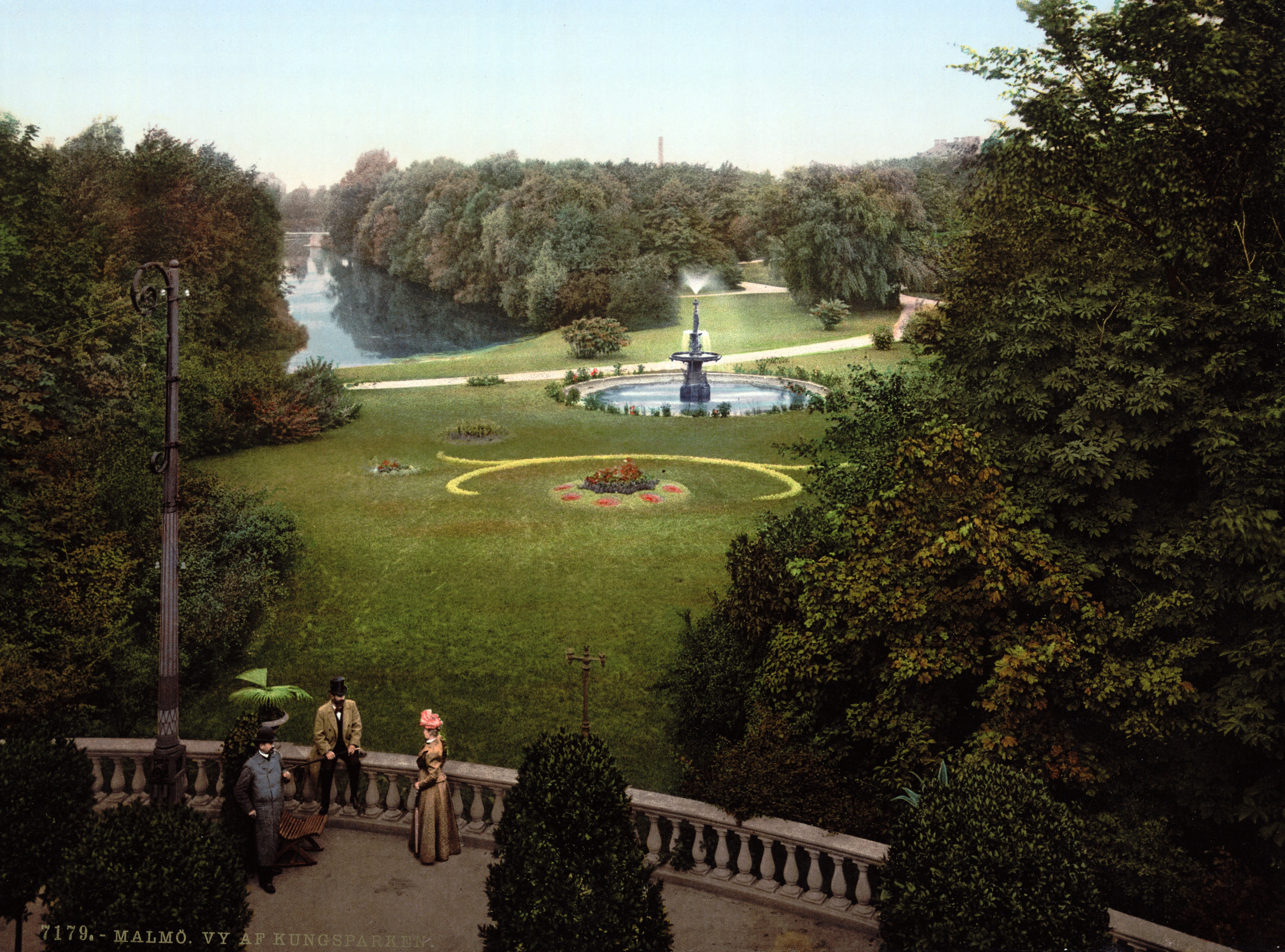
Kungsparken kring sekelskiftet 1900

I mitten av 1800-talet expanderade staden också utanför kanalerna, som dock behölls för rekreation och som vackert inslag i stadsbilden. Stadsdelar som Lugnet och Rörsjöstaden, avsedda för arbetarna respektive borgarna, började byggas.
Kring sekelskiftet skedde stora kommunala satsningar, som tillkomsten av elektricitetsverk och ett nytt gasverk. Man elektrifierade hästspårvägen, byggde ut kloakverket och inrättade ett kommunalt slakthus. En stor höjdpunkt var Baltiska utställningen 1914, vilken hölls på platsen för nuvarande Pildammsparken. Inför utställningen skedde stora satsningar även i andra delar av staden. Spårvägsnätet utvidgades, nya broar byggdes och stenläggningen i gatorna gjordes om. Det byggdes nya hotell och andra byggnader och husfasader renoverades. Året därpå inkorporerades Limhamns köping i Malmö stad.
På sommaren 1918 spreds spanska sjukan till staden och skördade 725 liv i tre vågor fram till 1921. Influensan spreds från Tyskland till Malmö.
Staden fortsatte att växa under mellankrigstiden, trots depression och näringslivskriser. Socialdemokraterna, med Nils Persson i spetsen, tog makten i stadsfullmäktige 1919, en position som de behöll fram till 1985. Under samma tid tillkom Bulltofta som blev stadens och Sveriges första riktiga flygplats.

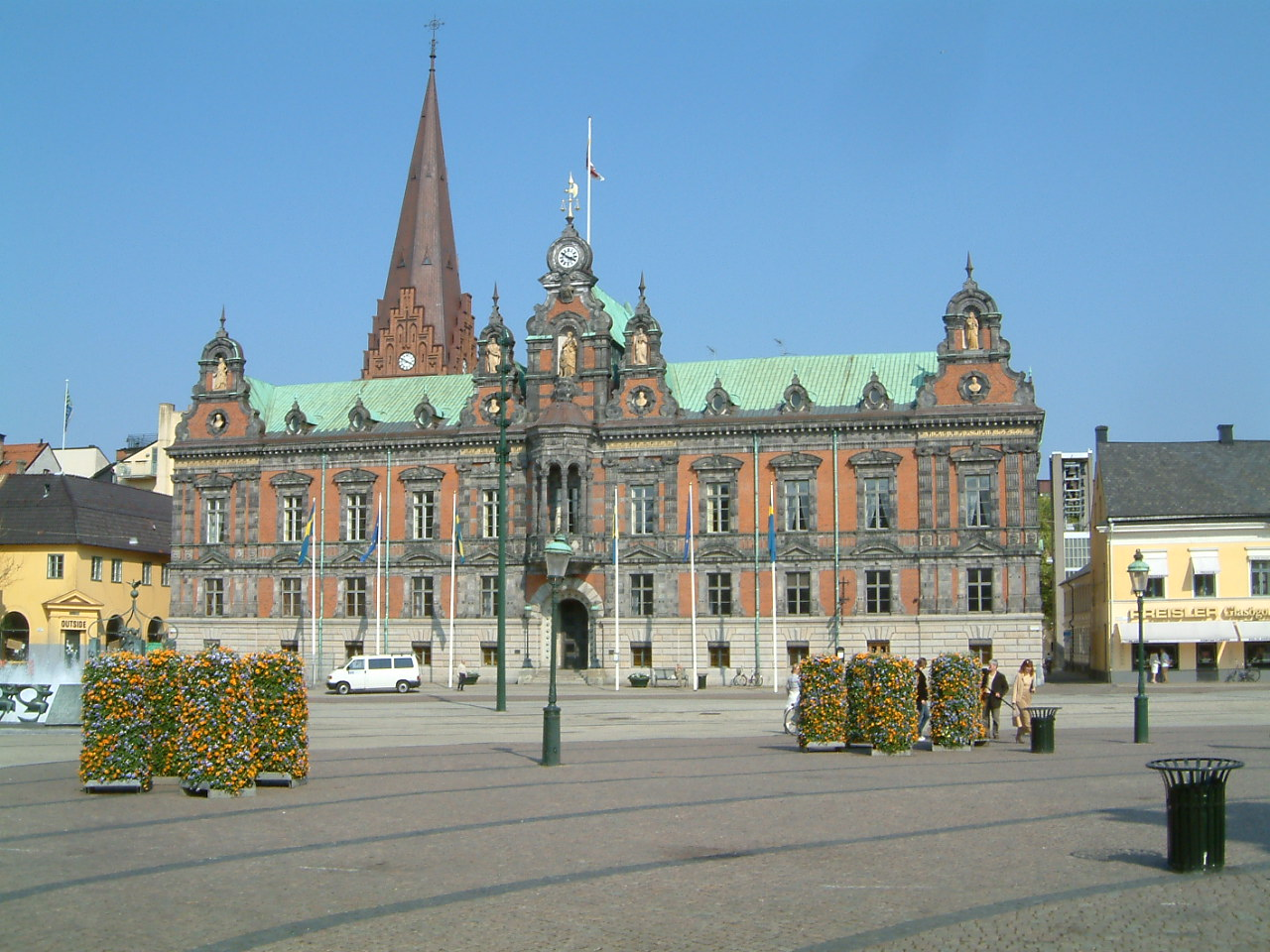
Malmö rådhus

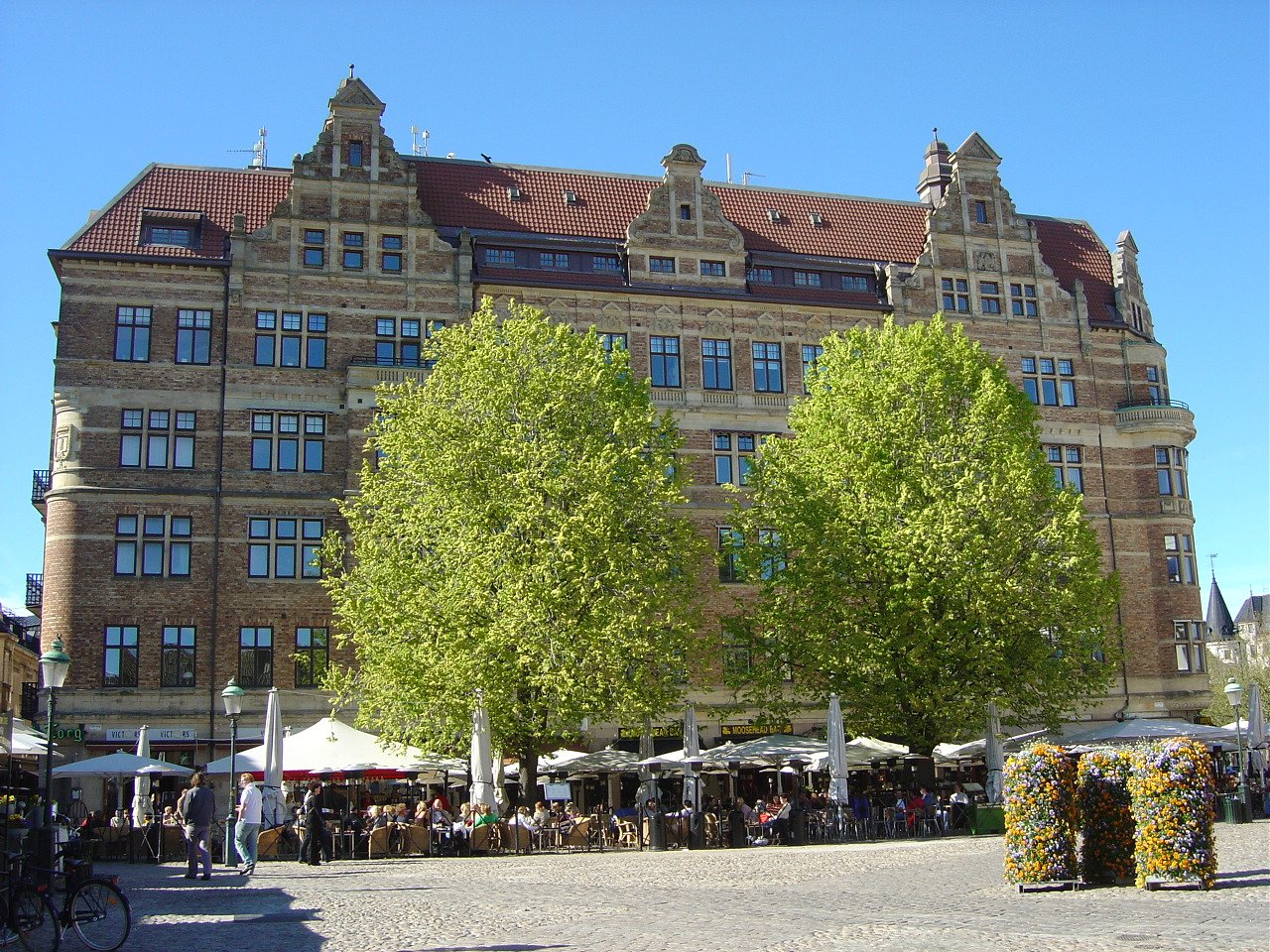
Lilla Torg i Malmö

Efter andra världskriget kom nästa tillväxtboom, som varade fram till 1970-talet. På 1950-talet tillkom nya bostadsområden som Mellanheden och Augustenborg, samtidigt som Simhallsbadet och Malmö Stadion byggdes. Något senare tillkom bostadsområdena Segevång och Lorensborg. På 1960-talet påbörjades uppförandet av flera stora bostadsområden som Videdal, Söderkulla och Nydala–Hermodsdal–Gullviksborg. Senare tillkom Rosengård, Kroksbäck, Lindängen, Holma och Lindeborg inom ramen för miljonprogrammet. En del av dessa storskaliga stadsdelar kom att kritiseras redan innan de färdigställts. Samtidigt genomfördes omfattande saneringar av äldre bebyggelse i centrala staden, då områden som Lugnet revs. I Gamla staden uppfördes Caroli City och kvarteret Erik Menved. På 1960-talet tillkom även Kronprinsen, som kan betraktas som dåtidens motsvarighet till Turning Torso. Det blev snabbt ett av Malmös populäraste områden trots att kritikerna avfärdade projektet redan på planeringsstadiet. Rivningarna fortsatte på olika håll i staden fram till början av 1990-talet och lämnade till att börja med obebyggda tomter efter sig.
Flertalet av de avrivna tomterna från saneringsperioden under 1960- och 1970-talen har bebyggts. I dag är höghus mer accepterat i Malmö. Staden har sedan 1800-talet haft gott om torn, kampaniler och industriella byggnadsverk som reser sig högt i skyarna på den annars så platta slätten.
Under 1970-talet drabbades Malmö av flera kriser. En utflyttningsvåg åderlät staden på tusentals personer varje år. Det var framförallt medelklassens barnfamiljer som sökte sig till nybyggda villaområden i Vellinge, Staffanstorp och andra småkommuner utanför Malmö eftersom Malmö kommun inte upplät tillräckligt många byggklara tomter för villor utan prioriterade flerbostadsbyggen för att spara på den värdefulla marken. Samtidigt började Kockums varv, som under 1970-talet var stadens största arbetsgivare, att skära ned på antalet anställda. Detta pågick fram till 1986 då den civila fartygsproduktionen helt upphörde. Även andra industrier som textilindustrin och kalk- och cementindustrin i Limhamn påbörjade en i många fall utdragen avvecklingsprocess. Denna näringslivskris varade omkring 1975–1995, med avbrott för "kasinoekonomin" i slutet av 1980-talet. Då byggdes bland annat Sheratonhotellet vid Triangeln (sedermera Hilton, numera Scandic) med glashiss i 20 våningar. Saab-fabriken i Malmö byggdes på samma område där Kockums en gång hade legat. När fabriken väl var igång lades den ned efter att man gjort 200 bilar i testproduktion och Sverige drabbades av lågkonjunkturen 1991. Saab-fabriken ersattes av Malmömässan.
1990–1994 förvärrades krisen i Malmö. Vart fjärde arbetstillfälle försvann när mycket av det som fanns kvar av tillverkningsindustrin och bland annat kalkindustrin i Limhamn lades ned. Stadens befolkning ökade dock med tusentals nya invånare varje år under denna tid till följd av en kraftig invandring från främst Jugoslavien, som befann sig i inbördeskrig.
Under 1995 påbörjades byggandet av Öresundsbron, vilket gav arbetstillfällen i en byggbransch som hade drabbats hårt av byggkrisen i det tidiga 1990-talet. Samma år beslutades även att Malmö skulle få en från Lund fristående högskola med egna utbildningar. Vid samma tid bestämdes även att hålla en bomässa, Bo2000, som senare blev Bo01, och att Kockumskranen skulle flytta från Malmö hamn. Under perioden 1994–2003 blev samtidigt staden fattigare räknat i invånarnas sjunkande skattekraft.
2000 invigdes Öresundsbron. 2001 hölls Bo01, som blev början på en ny stadsdel, Västra hamnen. 2002 flyttades Kockumskranen till Sydkorea. Nedmonterandet av Kockumskranen blev symbolen för att det gamla "Arbetarmalmö" försvunnit. 2005 påbörjades byggandet av Citytunneln som öppnades för trafik den 12 december 2010.
Malmö blev Sveriges första Fairtrade City 2006 (Rättvis handel-stad). Under 2011 stod Malmö värd för världens femte internationella Fair Trade Towns-konferens.
Malmö högskola bildades 1 juli 1998. Basen var högskoleutbildningar som redan fanns i Malmö, och som tidigare anordnats av Lunds universitet eller av Malmö kommun, bland annat tandläkar-, lärar- och sjuksköterskeutbildningar. Högskolan, som sedan 2018 är ett universitet, har varit viktigt för den tillväxt av arbetstillfällen (inom bland annat IT-sektorn) som skett de senaste årtiondena.

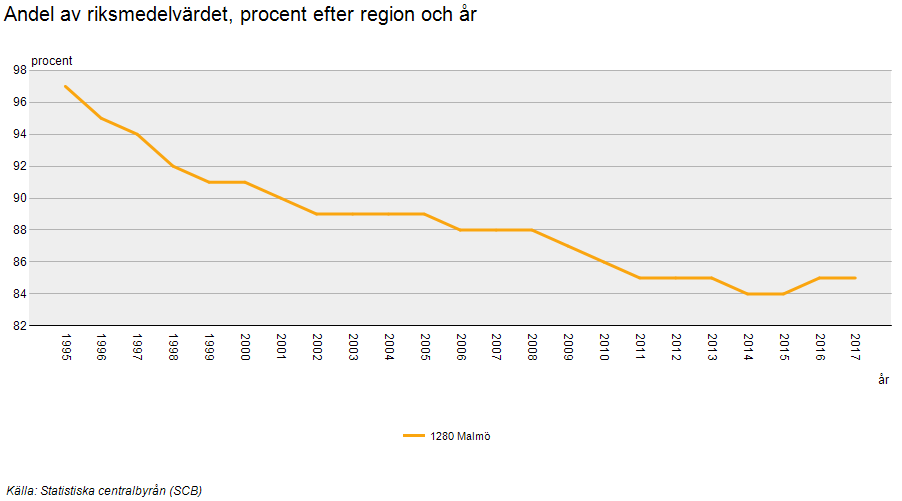
SCB Malmö kommun skattekraft per invånare som andel av riksgenomsnittet 1995-2016

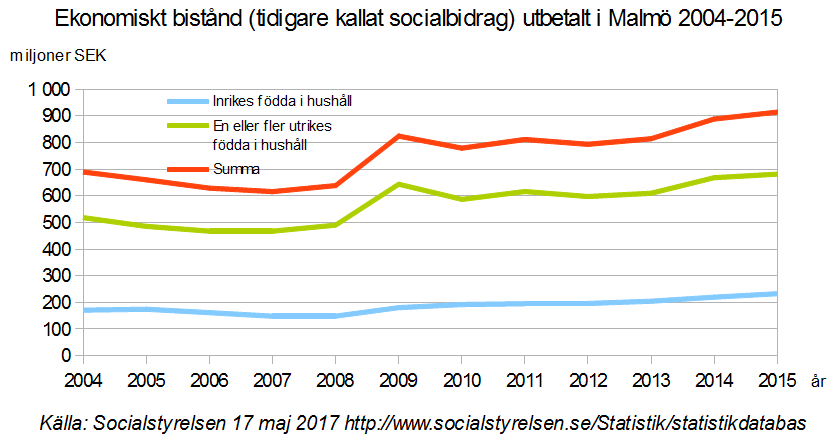
Socialstyrelsen ekonomiskt bistånd (tidigare socialbidrag) utbetalt i Malmö 2004-2015

Flyktingkrisen vid mitten av 2010-talet innebar extrema påfrestningar för Malmö stad med emellanåt tusentals nyanlända asylsökande varje dygn. Andelen utrikes födda invånare har efter hand ökat markant, liksom inflyttningen från andra delar av Sverige och Öresundsregionen, inte minst av studenter vid regionens många utbildningsinstitutioner. Det stora inflyttnings- och nativitetstalet har skapat allt större tryck på snabba nybyggnationer av skolor och förskolor.

### Militärstaden
Staden har genom åren huserat ett flertal staber och förband. 
- Kronprinsens husarregemente (K 7), var förlagda på Regementsgatan 52–54 åren 1897–1927. År 1960 revs hela området.
- Skånska luftvärnskåren (Lv 4), förlades 1943 till Husie kyrkoväg och verkade där fram tills 1982, då förbandet omlokaliserades till Ystad.
- Skånska flygflottiljen (F 10), var förlagd på Bulltofta åren 1940–1945, då förbandet omlokaliserades till Ängelholm.
- Malmö försvarsområde (Fo 11), var förlagd vid Stora Nygatan och från 1982 även vid Husie kyrkoväg.
- Öresunds marindistrikt (MDÖ), var förlagda till Terminalgatan 18 fram till den 30 juni 2000.
- Södra militärdistriktet (MD S), hade under åren 2000–2005 viss stabsverksamhet i staden.

Den militärhistoriska föreningen Malmöhusgardet strävar efter att på ett tidstroget sätt åskådliggöra Malmöhus slotts soldatliv på 1500-talet. Sedan 1958 finns även Kronprinsens Husarregementes Kamratförening och Minnestropp samt sedan 2007 finns även Husartroppen Malmö Militärkulturhistorisk förening för att på liknande sätt levandegöra minnet av Kronprinsens husarregemente med olika evenemang och aktiviteter i tidstrogna uniformer med mera.

### Administrativa tillhörigheter
Malmö stad ombildades vid kommunreformen 1862 till en stadskommun. 1911 införlivades Västra Skrävlinge socken/landskommun, 1915 Limhamns köping, 1931 Fosie socken/landskommun, 1952 Södra Sallerups socken/landskommun och 1967 Oxie landskommun. 1971 ombildades stadskommunen till Malmö kommun med Malmö som centralort. Tätorten växte 1965 samman med Arlöv i Burlövs kommun.
I kyrkligt hänseende var den ursprungliga stadsförsamlingen  Malmö Sankt Petri församling. 1683 utbröts Malmö Tyska församling (Malmö Caroli församling) som 1813 omdöptes till Malmö Karoli församling och som återuppgick 1949 i Malmö Sankt Petri församling (och delvis i Kirsebergs församling). Malmö Sankt Pauli församling bildades genom en utbrytning ur Malmö Karoli församling 1884. Malmö Sankt Johannes församling bildades genom en utbrytning ur Malmö Sankt Petri församling och delvis ur Malmö Sankt Pauli församling 1906. Möllevångens församling bildades 1949 genom utbrytningar ur Malmö Sankt Johannes församling och Västra Skrävlinge församling. Slottsstadens församling utbröts ur Malmö Sankt Petri församling 1969. Inkorporerade landskommuner bibehöll till dessa hörande församlingar. Eriksfälts församling bildades genom utbrytning ur Fosie församling 1969 och Sofielunds församling ur Västra Skrävlinge församling samma år. Kulladals församling bildades 1969 genom en utbrytning ur Fosie församling. Husie och Södra Sallerups församling samt Möllevången-Sofielunds församling bildades 2002 av fyra församlingarna. 2014 sammanslogs de olika församlingarna till sex, Malmö S:t Petri, Malmö S:t Johannes, Limhamn, Fosie, Husie och Hyllie församlingar, alla ingående i Malmö pastorat. 
Orten ingick till 1971 i domkretsen för Malmö rådhusrätt. Sedan 1971 ingår Malmö i Malmö domsaga.

## Geografi

### Klimat
Malmö, liksom hela Skåne, har ett milt tempererat klimat med kalla till milda vintrar och mycket milda somrar. Vintrarna är ofta molniga med kort dagsljus, medan somrarna erbjuder långa dagar och halvklart väder. Årsnederbörden är omkring 603 mm, med 169 regniga dagar om året. SMHI:s mätstation vid Tekniska museet kallas numera "Malmö 2". Den är ersatt av en likadan station mellan Jägersro och Oxie som sedan sent 1980-tal mäter de officiella temperaturer SMHI meddelar media. Den ligger på 40 meters höjd och långt från havet. Den gamla stationen vid Tekniska museet är dock fortfarande i bruk och har alltid varit Sveriges varmaste mätstation. Temperaturer från åtminstone 1930-talet kan laddas ned från SMHI, (Station "Malmö 2"). Skillnaden mellan Jägersrostationen och Tekniska museet gäller främst vinternätter, temperaturen är avsevärt högre i centrum.
Malmö har en årsmedeltemperatur på +8,4 grader i centrum. Under de senaste 15 åren ligger årsmedeltemperaturen på +8,9 grader. Som jämförelse hade Stockholm 1991–2005 medeltemperaturen +6,5 grader. Hela skillnaden ligger mellan slutet av augusti och början av juni. I juli är Stockholm till och med 0,1 grad varmare.
Genomsnittliga temperaturer för klimatnormalen 1961-1990:
|                                            | Jan | Feb | Mar | Apr | Maj | Jun | Jul | Aug | Sep | Okt | Nov | Dec |
| ------------------------------------------ | --- | --- | --- | --- | --- | --- | --- | --- | --- | --- | --- | --- |
| Normaldygnets maximitemperaturs medelvärde | 2   | 2   | 5   | 10  | 16  | 20  | 21  | 21  | 17  | 12  | 7   | 4   |
| Normaldygnets minimitemperaturs medelvärde | −3  | −3  | −1  | 2   | 7   | 11  | 13  | 12  | 10  | 7   | 3   | −1  |
|                                            |     |     |     |     |     |     |     |     |     |     |     |     |
| Nederbörd                                  | 49  | 30  | 40  | 38  | 41  | 52  | 61  | 58  | 59  | 57  | 61  | 58  |

| Diagram | temperaturer i °C • månadsnederbörd i mm | temperaturer i °C • månadsnederbörd i mm | temperaturer i °C • månadsnederbörd i mm | temperaturer i °C • månadsnederbörd i mm | temperaturer i °C • månadsnederbörd i mm | temperaturer i °C • månadsnederbörd i mm | temperaturer i °C • månadsnederbörd i mm | temperaturer i °C • månadsnederbörd i mm | temperaturer i °C • månadsnederbörd i mm | temperaturer i °C • månadsnederbörd i mm | temperaturer i °C • månadsnederbörd i mm | temperaturer i °C • månadsnederbörd i mm |
|         | 49 2 -3                                  | 30 2 -3                                  | 40 5 -1                                  | 38 10 2                                  | 41 16 7                                  | 52 20 11                                 | 61 21 13                                 | 58 21 12                                 | 59 17 10                                 | 57 12 7                                  | 61 7 3                                   | 58 4 -1                                  |

### Parker

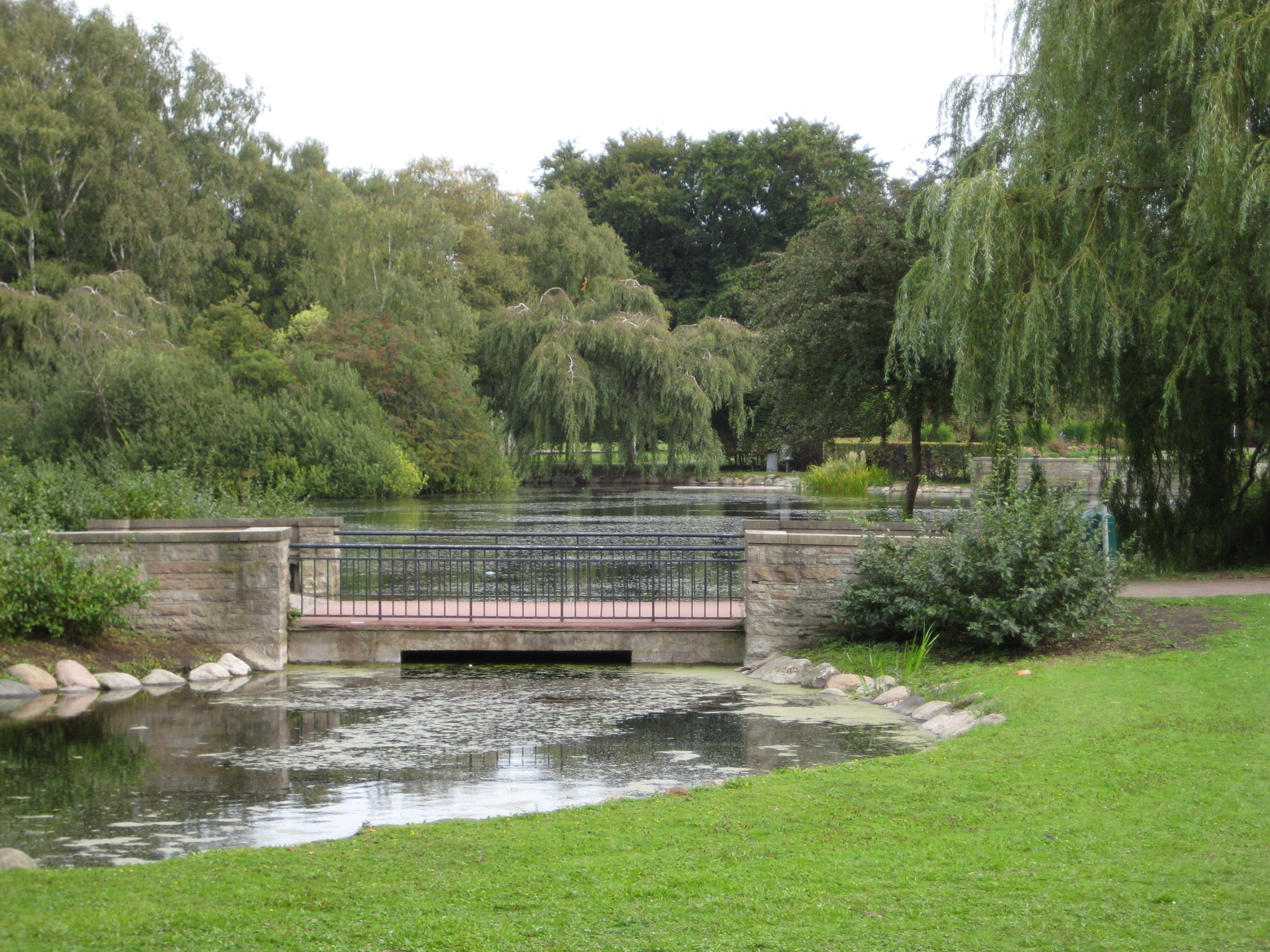
Parti från Pildammsparken

Malmö har länge ofta kallats "Parkernas stad" på grund av sina stora gamla parkanläggningar mitt i staden, men rent statistiskt har Malmö numera totalt näst minst grönyta i Sverige. Exempel på Malmös parker är: Beijers park, Bulltoftaparken och Folkets park. 

## Ekonomi och infrastruktur

### Näringsliv

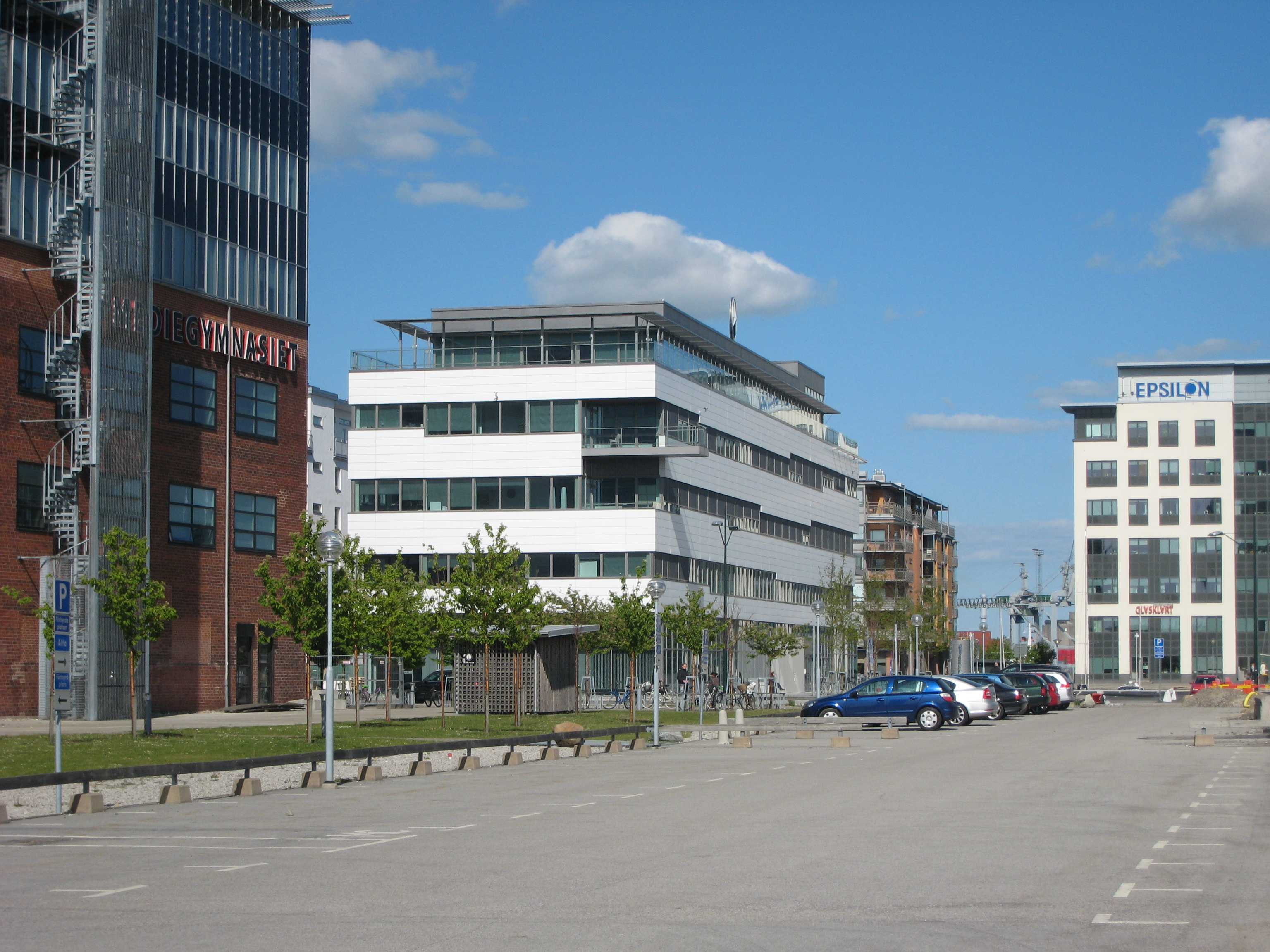
Mercedes-Benz nya skandinaviska huvudkontor i Malmö

Den tunga industrin har tidigare varit betydande för Malmö. Till exempel har svensk gjuterinäring varit koncentrerad till Skåne och Malmöregionen. Bland annat varvsindustrin och Kockums har varit en central del i Malmös näringsliv. I dag är situationen annorlunda.
Malmö är mitt uppe i en förvandling från industri- till kunskapsstad. Näringslivet karakteriseras inte längre av ett fåtal stora företag utan av många små och medelstora. Privata tjänsteföretag är den sektor som växer snabbast. Starka sektorer i Malmö är logistik, detalj- och partihandel samt bygg- och fastighetsmarknad. Det kunskapsintensiva företagandet i Malmö omfattar flera välrenommerade företag inom bio- och medicinteknik, miljöteknik, IT och digitala media. Dataspelsindustrin växer snabbt i staden. Nyföretagandet är generellt på en högre nivå än både Skåne och riket.
Malmö har haft en av de starkaste sysselsättningsökningarna i Sverige under perioden 1998–2016, men många av jobben tillfaller personer som bor i Malmös kranskommuner. De mer familjevänliga kranskommunerna är samtidigt en viktig faktor för Malmös dragningskraft på högutbildad arbetskraft som i sin tur lockar många huvudkontor till staden. Malmö har dock alltjämt högre arbetslöshet än riksgenomsnittet. 

#### Industri
Historiska industrier:
| - Kockums Mekaniska Verkstads AB - AB Skånska Cementgjuteriet (Skanska) - Skånska Cement AB - Malmö Yllefabriks AB - AB Malmö strumpfabrik - Manufaktur AB - Addo - AB Järnmontering - Maskinfabriksaktiebolaget Scania (Scania) | - Malmö Choklad & Konfektfabriks Aktiebolag (Mazetti) - AB J C Ljungmans Plåt- och Järnindustri (Dresser Wayne) - Frans Suells tobaksfabrik (Tobaksmonopolet) - Malmö förenade bryggerier - AB Tripasin - Ferrosan - PLM - Malmö Stads Offentliga Slakthus - Elektriska AB Chr Bergh & Co (Cebe) |

I Malmö fanns 1820 tre tobaksfabriker. Störst och äldst var Suells tobaksfabrik, som grundades 1726. Den var fortfarande en av Sveriges största 1981. I 186 år ägdes den av familjerna Suell och Kockum. De flesta tobaksarbetarna var kvinnor och barn, 1839 var två tredjedelar barn. Det tillverkades cigarrer, spunnen och kardustobak samt snus.
Liksom svärfadern Erenst Hindrich Stein, som i många år drev tobaksfabrik, skaffade sig Frans Suell den äldre den 26 juli 1726 kungligt privilegium att driva en "tobaksmanufaktur", samma dag som handelsmannen David Sölscher och konsorter skaffade sig ett liknande privilegium. Suell drev sin tobaksfabrik i sin fastighet på Adelgatan. Omkring 1739 sammanslogs Suells fabrik med den sölscherska och 1741 med handelsmannen Mathias Morsings fabrik.
Tobaksfabriken övertogs av Niclas Suell i mitten av 1740-talet. Då Niclas Suell dog köptes fabriken av Henrik Falkman och 1771 blev Frans Suell den yngre delägare.
Lorens Kockum, som var gift med Suells dotter, hade tagit över tobaksfabriken 1821. Då han dog 1825 övertogs den av Frans Henrik Kockum, endast 22 år gammal. Efter Frans Suells död 1817 hade fabriken skötts några år för dödsboets räkning, men under Lorens Kockums chefskap 1821–1825 hade fabriksrörelsen gått alltmer tillbaka. För fabrikens skötsel förskaffade sig Frans Henrik Kockum den 16 oktober 1826 Kommerskollegiums tillstånd att i Malmö driva tobaks- och snusfabrik. Fabriken blomstrade upp på nytt och gick stadigt framåt. F H Kockums Tobaksfabrik blev aktiebolag 1866, disponenter blev L P och F H Kockum, fabriken låg sedan 1874 på hörnet av Väster- och Mäster Johansgatorna.

### Infrastruktur

#### Transporter

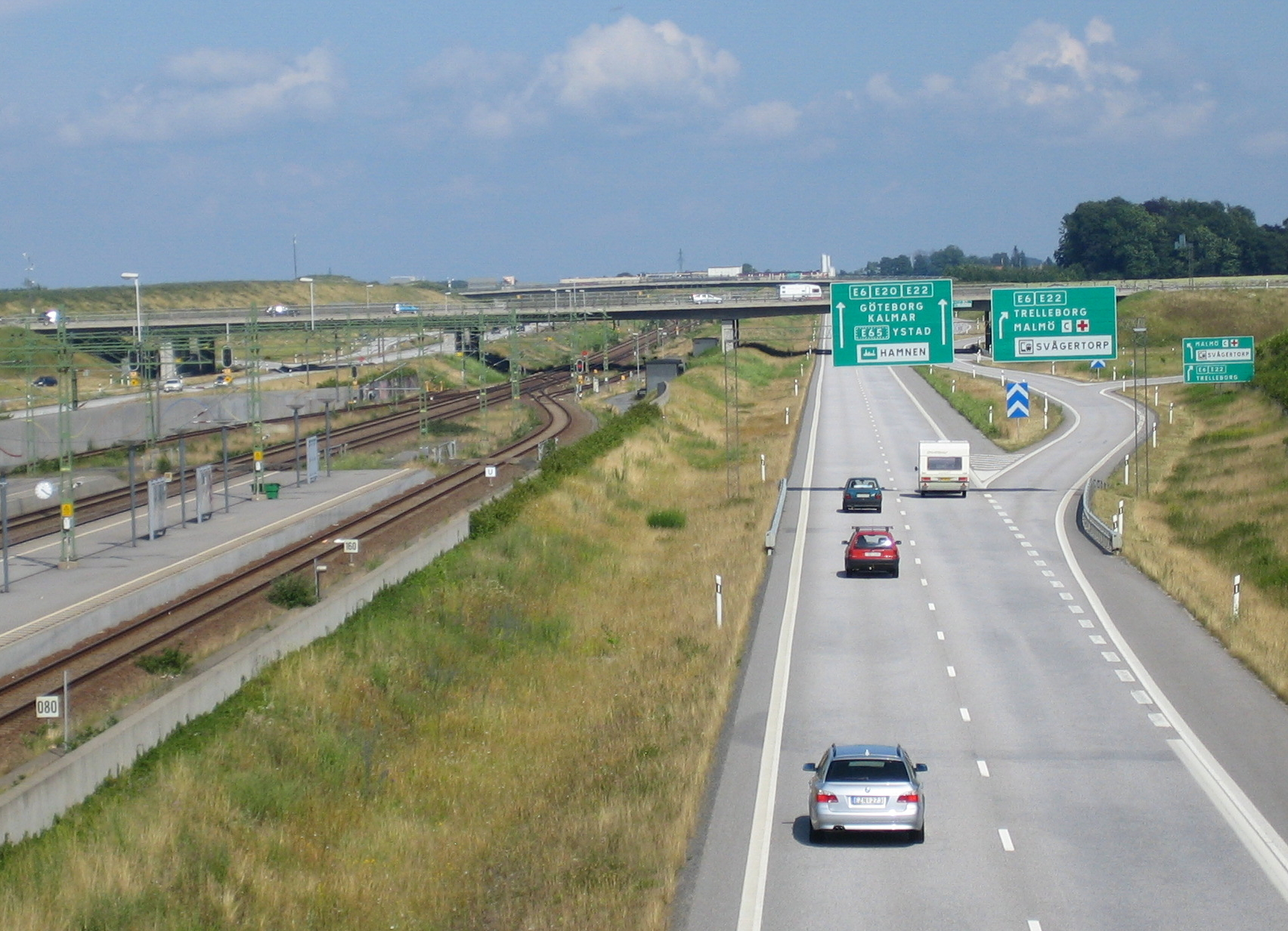
Yttre ringvägen vid Svågertorp, Malmö.

Det går att komma till Malmö via E6, E20, E22, E65, Riksväg 11 och Länsväg 101. E20 går dessutom via Öresundsbron från Köpenhamn. E22 från Malmö till Lund är Sveriges äldsta motorväg och invigdes 1953. Över huvud taget är området runt Malmö Sveriges motorvägstätaste.[källa behövs] Yttre ringvägen startar vid trafikplats Kronetorp södra och fortsätter som Öresundsförbindelsen (E20). Inre ringvägen byggdes på tidigt 1970-tal och startar vid trafikplats Sege vid Lundmotorvägen (numera länsväg). Därutöver finns radiellt ut/ingående motorvägar i riktning till/från Trelleborg (E6), Ystad (E65) och Staffanstorp (länsväg); samtliga dessa tre fungerar dessutom som förbindelse mellan Inre och Yttre ringvägen. Dessutom finns motorvägen från E6:an mot Malmö hamn (länsväg) vilken senare övergår till Inre ringvägen – det saknas dock cirka två kilometer för att få "hamnmotorvägen" att övergå till Inre ringvägen som sammanhållen motorväg.
Trafikplatserna Petersborg, Fredriksborg, Sunnanå och Kronetorp södra är så kallade fullständiga motorvägskorsningar av vilka det hösten 2009 endast finns 7 st i Sverige, och endast en utanför Skåne (i Gävle). Sedan tillkomsten av Yttre ringvägen har problemen på Inre ringvägen avhjälpts genom att nästan all genomgående lastbilstrafik (som är västra Skånes största trafikproblem) avlägsnats. Problemen E6 norr om Kronetorp södra (förbi Lund) och infarten till staden från Lundmotorvägen är numera de största trafikproblemen.. Angående källor se även länken om motorvägskorsningar.
Lokaltrafiken i Malmö startade 1887 i form av hästspårvägstrafik, vilken drevs av det privatägda Malmö Spårvägs AB. Den första linjen sträckte sig från Hamnen via Stortorget och Gustav Adolfs torg till Södervärn. 1890 invigdes en ny sträcka från Stortorget via Drottningtorget till Värnhem och fyra år senare utbyggdes denna linje till Östervärns järnvägsstation. Hästspårvagnarna var gula. 1898 kompletterades hästspårvägstrafiken med en hästomnibuslinje mellan Stortorget och Fridhem vilken drevs av Malmö Omnibus AB.
1905 kommunaliserades spårvägen och Malmö stads spårvägar (MSS) bildades. MSS började omedelbart förbereda övergången till elektrisk drift. I februari 1907 togs de sista hästspårvagnarna ur trafik och i september samma år hade man färdigställt följande linjenät:
- Linje 1: Lundavägen–Gustav Adolfs torg–Södervärn
- Linje 2: Hamnen–Gustav Adolfs torg–Ystadsvägen
- Linje 3: Ringlinjen
- Linje 4: Möllevången–Gustav Adolfs torg–Fridhem

Dessa linjer trafikerades med gröna spårvagnar, och tillkomsten av linje 4 innebar också att hästomnibustrafiken upphörde. Linjenätet utbyggdes efterhand och spårvägstrafiken nådde sin största utsträckning under tidigare delen av 1930-talet. Då fanns följande linjer:
- Linje 1: Lundavägen–Gustav Adolfs torg–Rosengårdsstaden
- Linje 2: Hamnen–Gustav Adolfs torg–Ystadsvägen
- Linje 3: Ringlinjen
- Linje 4: Gustav Adolfs torg–Limhamn
- Linje 6: Värnhem–Hohög
- Linje 7: Schougens bro–Frihamnen.

1929 hade dock MSS börjat driva busstrafik och efterhand kom spårvägslinjerna att försvinna och ersättas av busstrafik, samtidigt som nya busslinjer tillkom. Linje 2 nedlades 1936 följt av linjerna 6 och 7 1949. 1957 nedlades linje 1 på sträckan Gustav Adolfs torg–Lundavägen och 1964 ersattes spårvagnarna på linje 3 av bussar. Vid högertrafikomläggningen 1967 upphörde den återstående delen av linje 1 (Gustav Adolfs torg–Rosengårdsstaden) och därefter återstod endast spårvägstrafiken på linje 4, vilken upphörde 1973. 1971 hade också MSS ändrat namn till Malmö Lokaltrafik (ML), som således från 1973 bedrev all trafik med bussar.
Sommaren 2005 förändrades Malmös stadsbusslinjenät genomgripande. De nya busslinjerna följer delvis samma sträckningar spårvägslinjerna en gång gjorde.
Trafikansvaret ligger numera hos Skånetrafiken, för vilket det privata bussföretaget Nobina kör. Stadsbussarna är gröna i Malmö liksom i andra städer i Skåne. För regiontrafiken finns det gula bussar som går till de flesta orter inom sydvästra Skåne. Öresundstågen och Pågatågen tillsammans med Skånetrafikens bussar utgör tillsammans ett stort trafiknät över Skåne.

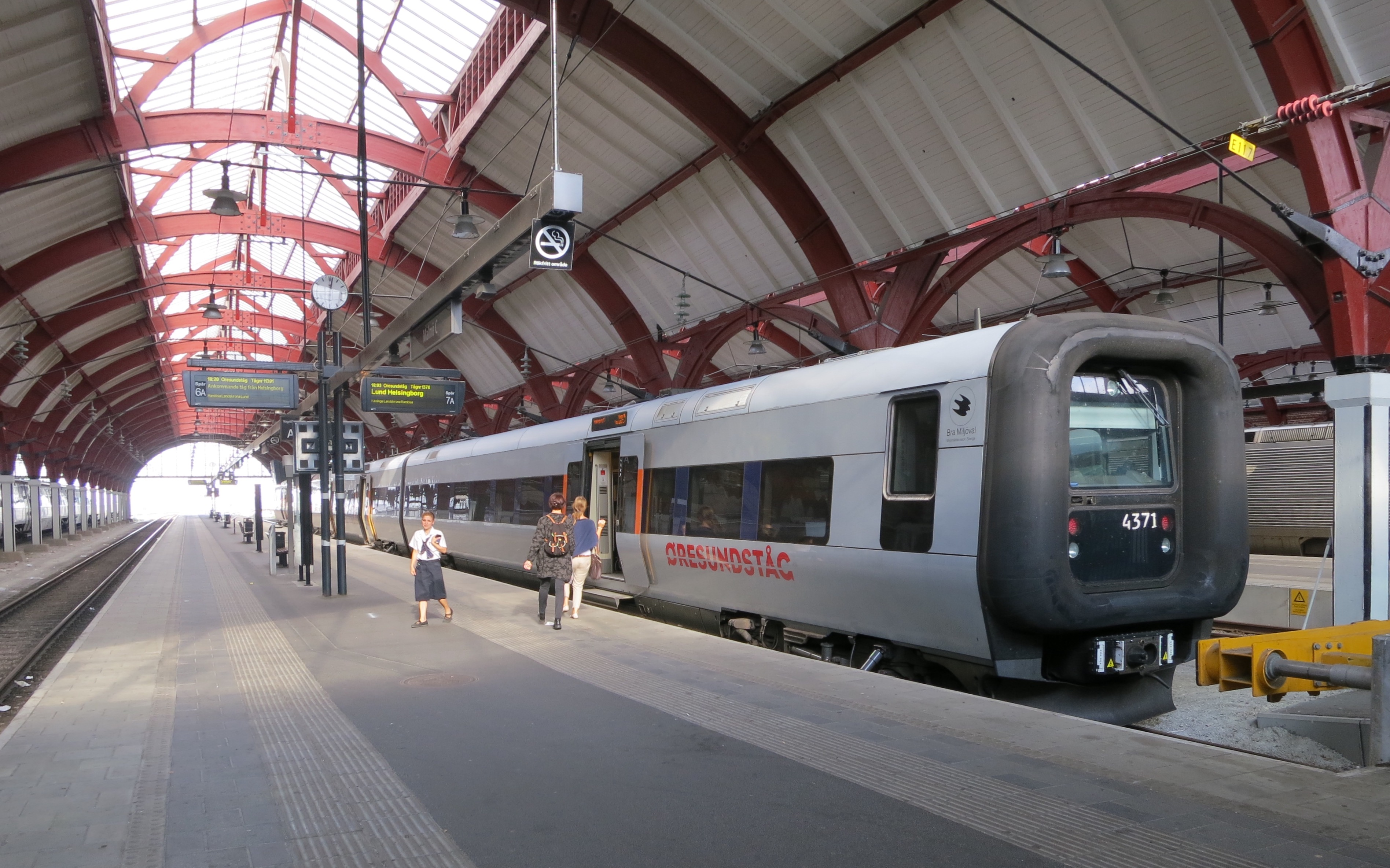
Ett Öresundståg av typen X31 på Malmö centralstation, 2016

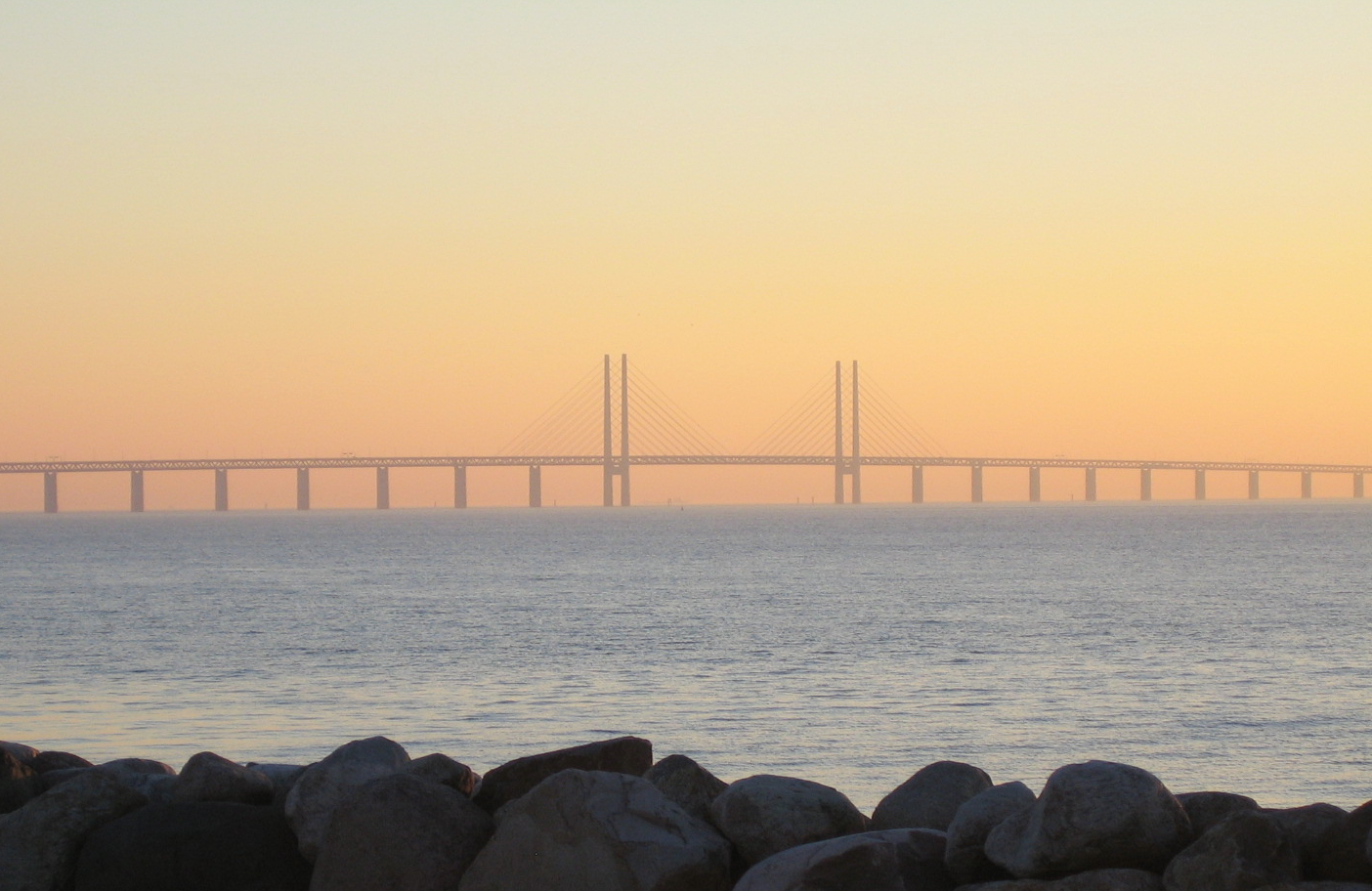
Öresundsbron, som är både bil- och järnvägsbro, förbinder Malmö med Köpenhamn. Brons fäste ligger på Lernacken i sydvästra Malmö.

Malmö är en viktig järnvägsknut och staden utgör den södra ändpunkten för Södra stambanan. Från Malmö centralstation avgår interregionala tåg, Öresundståg till Köpenhamn, Kalmar, Göteborg och Karlskrona, SJ, främst X 2000, till Stockholm och Göteborg samt   Snälltåget till Stockholm och säsongsvis Duved, samt sommartid (och vissa andra tider på året) till Berlin.
Genom Öresundsförbindelsen är tågtrafiken tät till Danmark med tre tåg varje timme till Köpenhamn under dagtid och ett tåg i timmen nattetid. Även den lokala tågtrafiken till övriga Skåne från Malmö är tät. Lokala linjer inom Skåne från Malmö C är (2017) Malmö–Kristianstad, Malmö–Helsingborg–Ängelholm via Landskrona, Malmö–Helsingborg via Teckomatorp, Malmö–Trelleborg samt Malmö–Ystad–Simrishamn. Dessa linjer trafikeras oftast av Pågatågen.
Järnvägen till Lund öppnades den 1 december 1856. Den blev, skulle det visa sig, en katalysator för stadens långvariga uppsving. 
År 2005 påbörjades arbetet med Citytunneln i staden. Den blev klar 2010. Tunneln har medfört att tåg kan passera Malmö utan att behöva vända. Två nya stationer byggdes, en underjordisk vid Triangeln och en i Hyllie. Den äldre banhallen, en säckstation, används för t.ex. tåg norrifrån med Malmö C som slutstation.
Inom Malmö tätort fanns sedan 2011 fem järnvägsstationer och sedan 2018 finns nio. Malmö centralstation är den station där alla passerande tåg stannar. På Hyllie och Triangelns station stannar både Öresundståg och Pågatåg. I Burlövs*, Oxie station och Svågertorps station stannar bara Pågatåg. Stationerna Persborg, Nya stationen som blev färdigställd 2018 Rosengårds station och Östervärn ligger på Kontinentalbanan, och här öppnades en lokal stadsringlinje med Pågatåg i december 2018, med stationerna Malmö C (nedre)–Triangeln–Hyllie–Malmö Syd/Svågertorp–Persborg–Rosengård–Östervärn–Malmö C (övre spår 5-11). Turtätheten Malmö C–Hyllie är stor, något mindre till Svågertorp, och från denna station tillbaka till banans slut råder 30-minuterstrafik.
På Burlöv station stannar en del Öresundstågstrafik. Men exempelvis stannar inte alla tåg som trafikerar Helsingborg-Göteborg.
Cirka 28 km från centrala Malmö, i Svedala kommun, ligger Malmö Airport, även känd som Sturups flygplats. Reguljärtrafiken trafikerar inrikes och utrikes och chartertrafik trafikerar semesterorter.
För utrikesflyg är Köpenhamns flygplats Kastrup den mest använda och nås med Öresundståg inom 20 minuter från Malmö C.
Det går dagliga lastbilsfärjor till Travemünde. Innan Öresundsbron byggdes fanns betydande båttrafik till Danmark; bilfärjor från Limhamn och svävare, en sorts fartyg på luftkuddar, mellan Malmö hamn och en hamn vid Kastrups flygplats som passagerare på väg till Kastrup kunde använda.[källa behövs]
Biltrafiken har under lång tid varit ett prioriterat trafikslag, men enligt kommunen är Malmö en cykelstad. Det finns 410 km cykelvägar och 30 % av resorna i Malmö sker med cykel. År 2013 blev Malmö utsedd till världens sjunde bästa cykelstad enligt The Copenhagenize Index 2013, som listat de mest cykelvänliga städerna i världen. I motiveringen nämns Malmös kontinuerliga och stora cykelsatsningar, i form av bland annat kampanjen ”Inga löjliga bilresor” och namngivning av cykelstråk som gör det lättare för cyklister att hitta.
En undersökning har visat att Malmö under 2006–2007 var Sveriges farligaste cykelstad. Malmö hade då fler omkomna och skadade cyklister än vad Göteborg och Linköping hade tillsammans.
Eftersom Malmös befolkning växer snabbt finns det lokala planer på att ansluta staden till Köpenhamns tunnelbana och, i förlängningen, bygga ett lokalt tunnelbanesystem. Planerna har funnits sedan 2010-talet och har blivit aktuellt i takt med att Öresundsbrons kapacitet inte längre projiceras räcka till efter att Fehmarn Bält-förbindelsen tas i bruk 2029.
Staden utreder (2023) tunnelbanans dragning samt placeringar av tunnelbanestationer. Politiskt har det beslutats om att kunna ansluta Malmö till Köpenhamns Metro. Köpenhamn har valt att undvika dragningar som försvårar en sådan anslutning, men i övrigt är planeringen svensk. Skulle anslutningen till Köpenhamn förverkligas skapas världens första internationella tunnelbana.

#### Utbildning
Malmö högskola som startade 1998 har vuxit kraftigt under 1990- och 2000-talen. År 2018 fick högskolan universitetsstatus och blev Malmö universitet. Antalet studerande 2013/2014 var cirka 24 000. Innan högskolan öppnade var universiteten i Lund och Köpenhamn de närmaste lärosätena med ett bredare utbud av högre utbildning. Vissa högre utbildningar har dock bedrivits länge i Malmö, bland annat finns en tandvårdshögskola, en lärarhögskola samt World Maritime University.
För närvarande, 2023, finns 14 kommunala gymnasieskolor och 65 grundskolor. Till detta kommer ett antal folkhögskolor, friskolor och fristående gymnasieskolor. Ett diagnostiskt prov gjort 2011 av Malmös gymnasieelever i årskurs ett visar att var tredje elev kan för dålig svenska och har behov av stödåtgärder. Utöver det visade provet att Malmö har oproportionerligt låg andel toppresterande elever. Under perioden 1996 till 2009 hade Malmö med 167 näst flest anlagda skolbränder i landet efter Göteborg. Malmö kommun låg på 144:e plats av landets 290 kommuner i 2020 års Bästa skolkommun.
Exempel på grundskolor i Malmö är Apelgårdsskolan, Geijerskolan, Johannesskolan, Kryddgårdsskolan och Rosengårdsskolan.

## Befolkning

### Stadsdelar
Några av tätorten Malmös stadsdelar: 

- Bellevue
- Borgmästaregården
- Eriksfält
- Fosie
- Fridhem
- Gamla Rosengård
- Gamla staden
- Heleneholm
- Holma
- Husie
- Hyllie
- Höja
- Kirseberg
- Klagshamn
- Kroksbäck
- Kulladal
- Limhamn-Bunkeflo
- Lindeborg
- Lindängen
- Lorensborg
- Mellanheden
- Möllevången
- Nydala
- Oxie
- Ribersborg
- Rosengård
- Rönneholm
- Rörsjöstaden
- Segevång
- Sibbarp
- Slottsstaden
- Sofielund
- Söderkulla
- Toftanäs
- Värnhem
- Västra Hamnen
- Västra Sorgenfri
- Östra Sorgenfri

Från 1996 till 30 april 2017 var Malmö indelat i kommundelsnämnder, kallade stadsdelsfullmäktige, senare stadsområdesnämnder, med tillhörande förvaltningar för de kommunala tjänstemännen. Se vidare Malmö kommun#Stadsområden.

### Befolkningsutveckling
| Befolkningsutvecklingen i Malmö 1900–2020                                      | Befolkningsutvecklingen i Malmö 1900–2020 | Befolkningsutvecklingen i Malmö 1900–2020 | Befolkningsutvecklingen i Malmö 1900–2020 | Befolkningsutvecklingen i Malmö 1900–2020 |
| ------------------------------------------------------------------------------ | ----------------------------------------- | ----------------------------------------- | ----------------------------------------- | ----------------------------------------- |
|                                                                                |                                           |                                           |                                           |                                           |
| År                                                                             |                                           |                                           | Folkmängd                                 | Areal (ha)                                |
| 1900                                                                           | 1900                                      |                                           | 70 095                                    | †                                         |
| 1960                                                                           | 1960                                      |                                           | 227 601                                   |                                           |
| 1965                                                                           | 1965                                      |                                           | 254 180                                   |                                           |
| 1970                                                                           | 1970                                      |                                           | 264 588                                   |                                           |
| 1975                                                                           | 1975                                      |                                           | 241 191                                   |                                           |
| 1980                                                                           | 1980                                      |                                           | 226 960                                   |                                           |
| 1990                                                                           | 1990                                      |                                           | 223 663                                   | 6 816                                     |
| 1995                                                                           | 1995                                      |                                           | 234 599                                   | 6 921                                     |
| 2000                                                                           | 2000                                      |                                           | 248 520                                   | 6 934                                     |
| 2005                                                                           | 2005                                      |                                           | 258 020                                   | 7 176                                     |
| 2010                                                                           | 2010                                      |                                           | 280 415                                   | 7 681                                     |
| 2015                                                                           | 2015                                      |                                           | 301 706                                   | 7 706                                     |
| 2018                                                                           | 2018                                      |                                           | 317 245                                   | 7 705                                     |
| 2020                                                                           | 2020                                      |                                           | 325 069                                   | 7 833                                     |
| Anm.: Sammanvuxen med Arlöv 1965, med Vintrie 2023. † Stad med förstäder 1900. |                                           |                                           |                                           |                                           |

## Kultur

### Massmedier

#### Press
- Sydsvenskan
- Skånska Dagbladet
- ETC Malmö
- Kvällsposten

#### Radio
| Frekvens  | Sändningsbeteckning             | Sändarplats            |
| --------- | ------------------------------- | ---------------------- |
| 87,9 MHz  | Sveriges Radio P1               | Malmö (Jägersrotornet) |
| 89,2 MHz  | Malmökanalen 89,2               | Malmö                  |
| 90,2 MHz  | Radio Topp 40                   | Malmö                  |
| 91,7 MHz  | Rockklassiker                   | Vellinge               |
| 92,0 MHz  | Relax FM                        | Burlövs kommun         |
| 93,3 MHz  | Sveriges Radio P2               | Malmö (Jägersrotornet) |
| 95,3 MHz  | Fun Radio                       | Bara                   |
| 98,0 MHz  | Sveriges Radio P3               | Malmö (Jägersrotornet) |
| 100,6 MHz | P3 Din Gata                     | Malmö (Jägersrotornet) |
| 102,0 MHz | Sveriges Radio P4 (P4 Malmöhus) | Malmö (Jägersrotornet) |
| 102,6 MHz | Guldkanalen                     | Staffanstorp           |
| 105,2 MHz | NRJ                             | Malmö                  |
| 106,1 MHz | Rix FM                          | Malmö                  |
| 106,7 MHz | Mix Megapol                     | Malmö                  |
| 107,4 MHz | Retro FM                        | Malmö                  |

### Konstarter

#### Festivaler

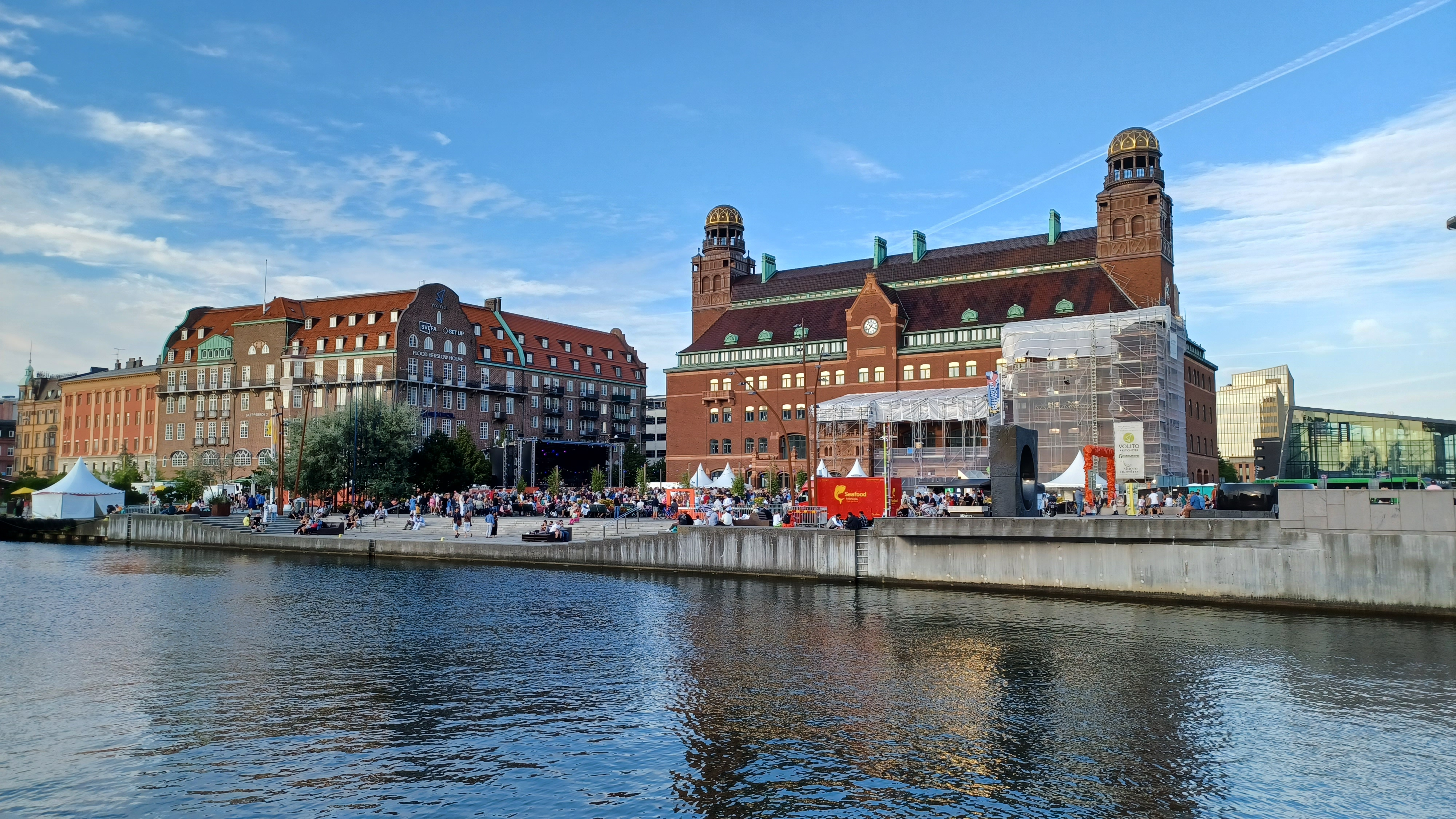
Dansbanan på Posthusplatsen på Malmöfestivalen 2025 under sitt 40-års jubileum. Centralposthuset skymtas i bakgrunden.

Varje år i augusti sedan starten 1985 arrangeras Malmöfestivalen, som var föregångare till dagens svenska stadsfestivaler.

#### Musik och dans
Malmö har ett rikt kulturliv med flera framstående institutioner och evenemang. Sommaren 2015 invigdes det nya konserthuskomplexet Malmö Live, som numera är hemvist för Malmö symfoniorkester. Orkestern hade dessförinnan sin bas i Malmö konserthus under perioden 1985–2015.
Malmö opera och musikteater bjuder på ett varierat utbud med opera, operett och musikal. I Västra Hamnen ligger Skånes Dansteater, Sveriges största fristående dansinstitution, som har sin fasta scen där.
Sedan 2009 hålls dessutom solnedgångskonserterna Goodnight Sun i Västra Hamnen. Under ledning av gitarristen Peter Tegnér bjuder konserterna på kvällsmusik med svenska gästartister, i takt med att solen går ner i havet.
Malmö har också varit värdstad för Eurovision Song Contest vid flera tillfällen. Första gången var 1992, efter att Carola Häggkvist vunnit året innan. Evenemanget hölls då i Malmö isstadion, kort efter att stadens hockeylag vunnit SM-guld. Nästa gång var 2013, då Loreen säkrat Sveriges seger året innan i Azerbajdzjan – denna gång arrangerades tävlingen i Malmö Arena. Även 2024 stod Malmö som värd, återigen efter en seger av Loreen, nu från Storbritannien, och återigen hölls tävlingen i Malmö Arena.

#### Teater
Malmö har ett levande teater- och scenkonstliv med flera etablerade scener och återkommande evenemang. Malmö Stadsteater har tre egna scener: Hippodromen, ofta kallad Hipp, Intiman och Studion, där ett brett utbud av teaterföreställningar ges. I Pildammsparken ligger den klassiska Pildammsteatern, där det under många decennier fram till 1990-talet spelades folklustspel och annan utomhusteater sommartid. Denna tradition har tagits vidare av Sommarscen Malmö – ett kommunalt, internationellt sommarprogram med konserter och scenkonst från hela världen, som bjuder på gratis evenemang för alla åldrar under större delen av sommaren.
Malmö har också varit värd för flera stora nationella scenkonsthändelser, såsom Teaterbiennalen 1995 och Scenkonstbiennalen 2015, även kallad Scenfest. Den senare var den dittills största i Sverige och ägde rum på många av stadens scener under försommaren.

#### Bildkonst
Malmö Konsthall är känd för sin inriktning på internationell samtidskonst och erbjuder en av Europas största utställningshallar i sitt slag. Malmö Konstmuseum, beläget i Malmöhus slott, rymmer en av Sveriges största samlingar av 1900-talskonst. Moderna Museet Malmö är en filial till det statliga Moderna museet och visar både svensk och internationell samtidskonst. Skånes konstförening, grundad 1904, har också en stark profil inom nordisk och internationell samtidskonst.
Ett historiskt konstinslag i stadens historia är Baltiska utställningen, som hölls mellan 15 maj och 4 oktober 1914. Det var en omfattande konstindustri- och hantverksutställning, och spår av evenemanget finns ännu kvar i Pildammsparken. Malmö Fotobiennal, som äger rum vartannat år sedan 2003, visar internationell fotografi i samarbete med lokala museer och gallerier, och sträcker sig ibland även till städer utanför Malmö.

#### Film
Malmö har sex biografer. Filmstaden driver tre: Storgatan, Entré samt Royal, där den sistnämnda har Sveriges största filmduk. Biograferna Spegeln och Panora är båda inriktade på kvalitetsfilm. Slutligen driver Nordisk Film en biograf på Mobilia.
Malmö är en livlig filmstad med flera årliga filmfestivaler som lockar publik både nationellt och internationellt. BUFF Filmfestival är en internationell barn- och ungdomsfilmfestival som varje år samlar filmer och besökare från hela världen. Nordisk Panorama – Nordic Short & Doc Film Festival är en nordisk festival för kort- och dokumentärfilm, grundad 1990 och sedan 2013 årligen förlagd till Malmö. Staden är även värd för Europas största festival för arabisk film, MAFF – Malmö Arab Film Festival, som etablerades 2011 och har blivit en viktig plattform för arabisk film i Europa.

#### Arkitektur

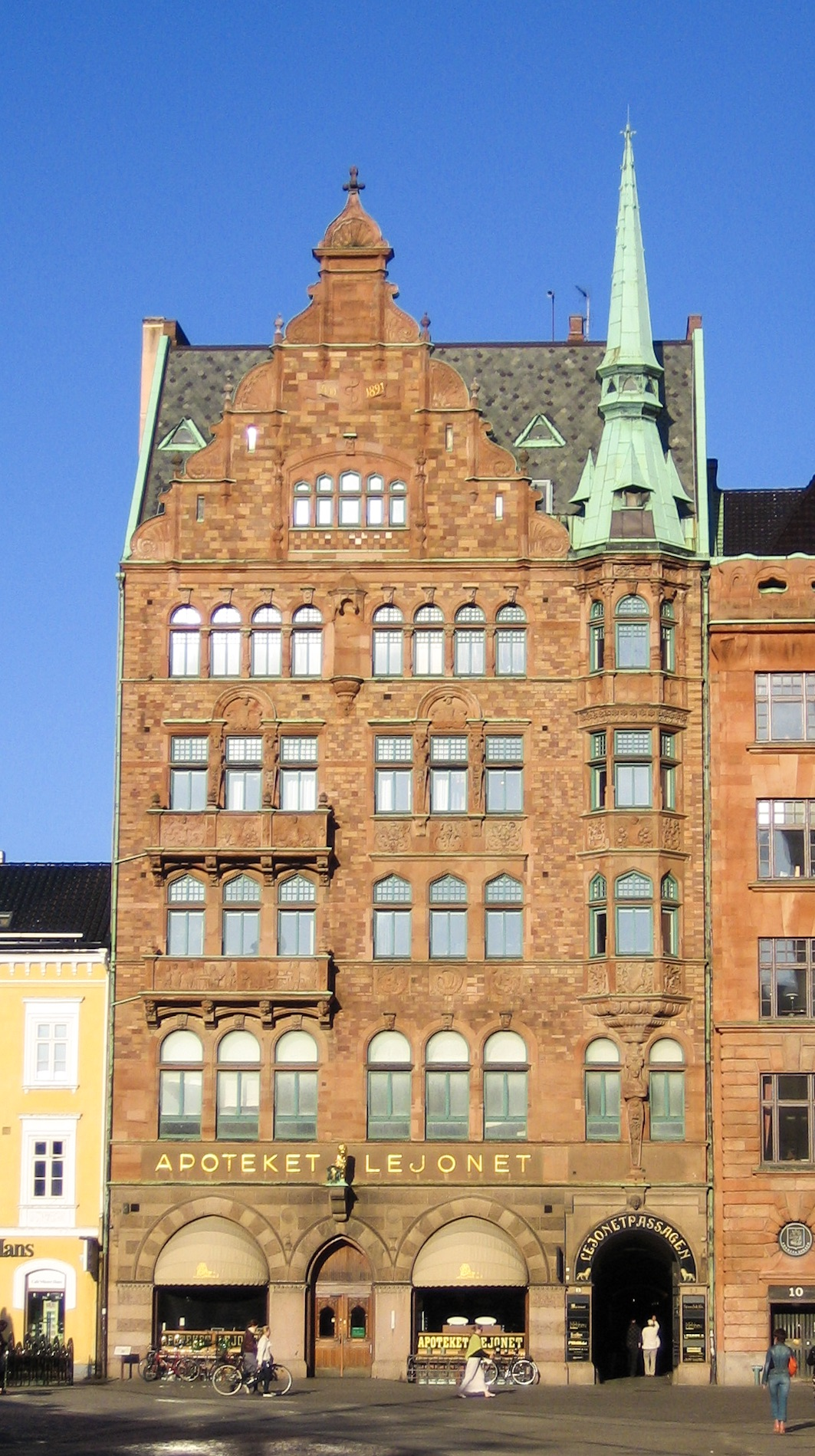
Apoteket Lejonet vid Stortorget

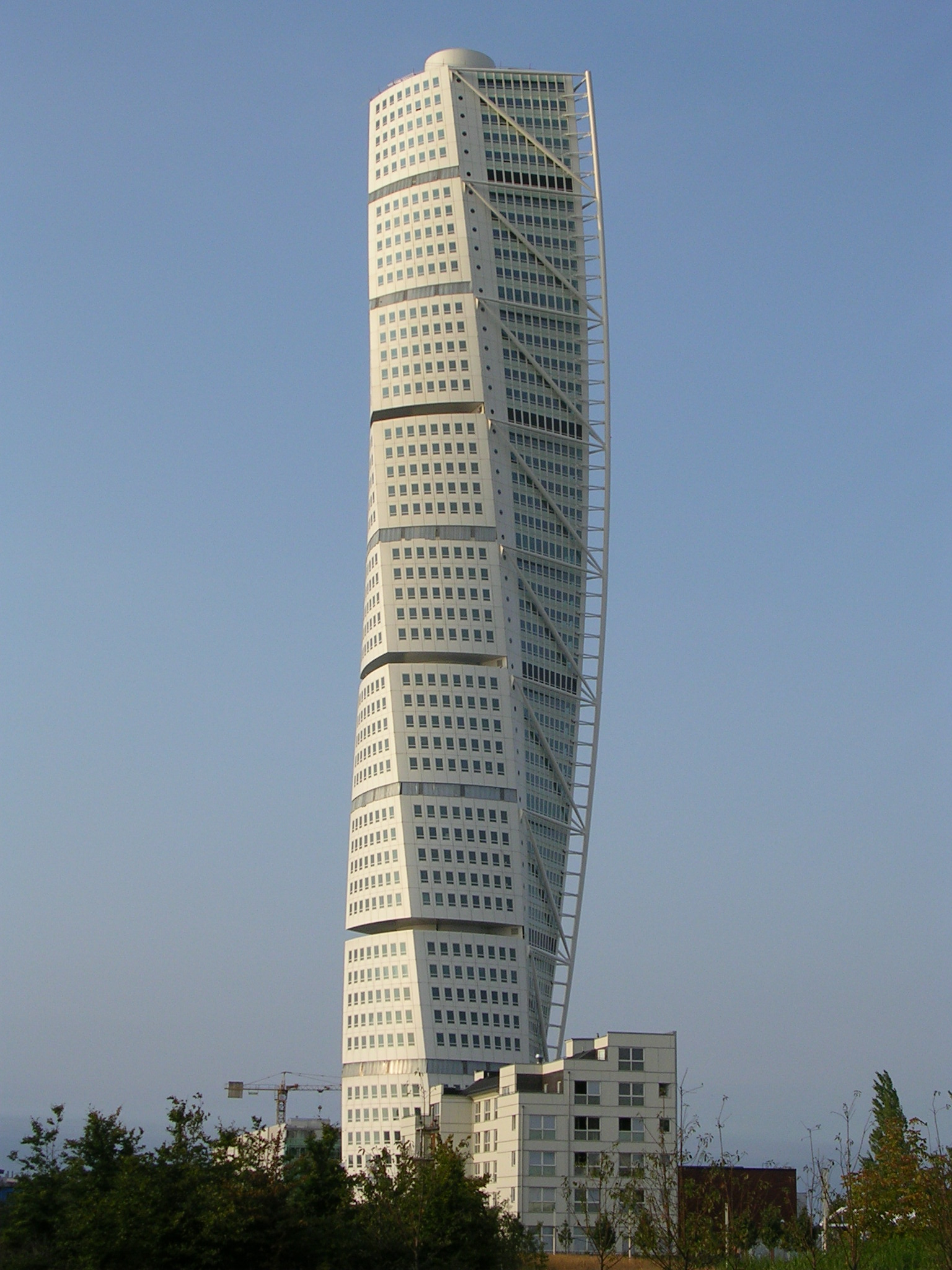
Skyskrapan Turning Torso

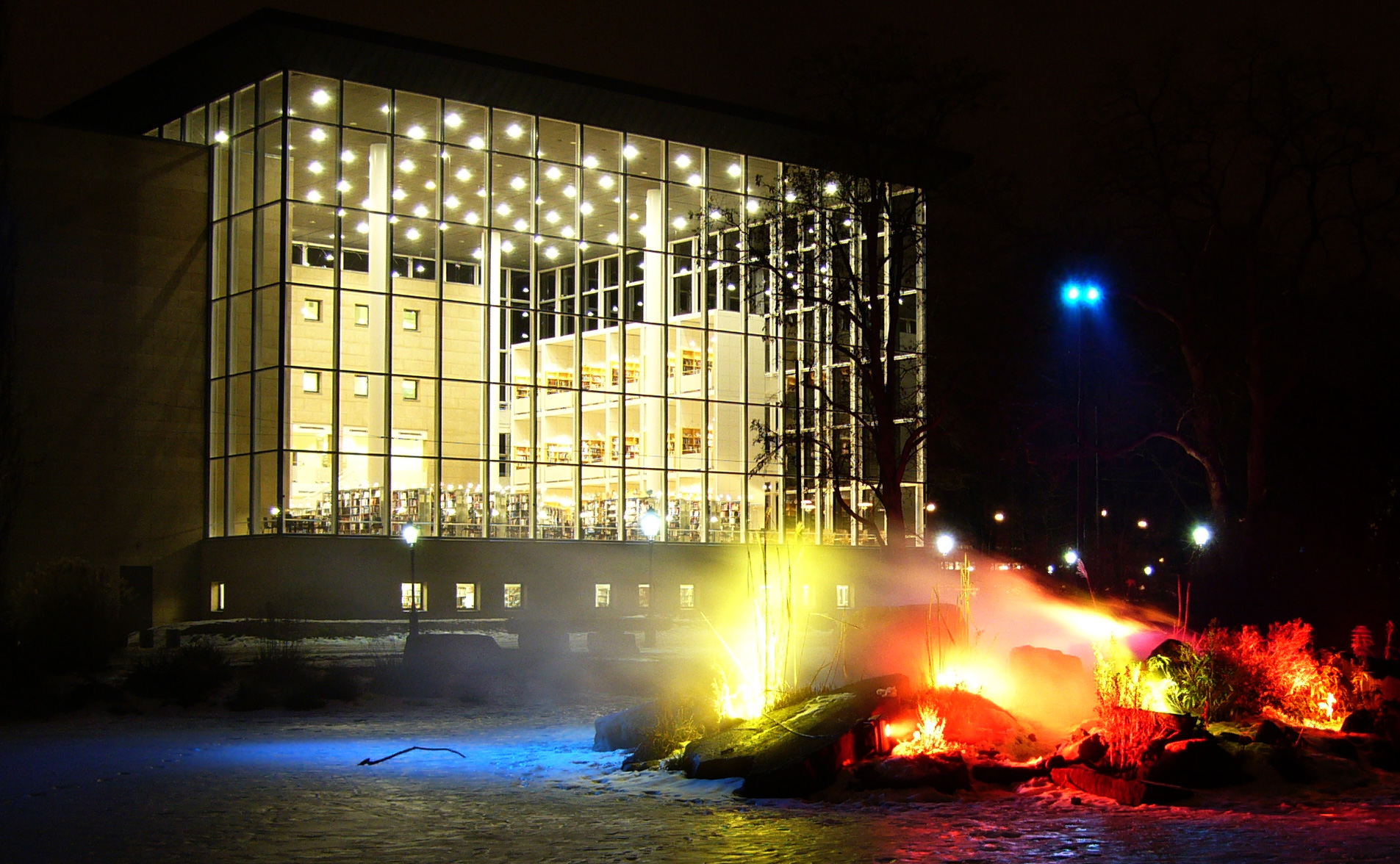
Malmö Stadsbibliotek i Slottsparken.

Malmö har en rik och mångfacetterad arkitekturhistoria som sträcker sig från 1300-talet till nutid.
Redan på 1300-talet uppfördes flera betydelsefulla byggnader, däribland Sankt Petri kyrka och Tunneln. Under 1400-talet tillkom byggnader som Krämarekapellet och Malmö latinskola, grundad 1406. 1500-talet präglades av stadens växande betydelse, vilket märks i uppförandet av Malmöhus slott och ett flertal ståtliga köpmanshus vid Stortorget och Östergatan.
På 1600-talet fortsatte utvecklingen med byggnader som Diedenska huset och Hedmanska gården. Under 1700-talet uppfördes bland annat Annellska huset och Faxeska huset. 1800-talet präglades av industriell expansion, vilket resulterade i nya offentliga byggnader som Caroli kyrka, Malmö centralstation och Folkets Park.
1900-talet innebar ytterligare urbanisering och kulturell utveckling med tillkomst av Malmö Opera, Malmö Konsthall, Stadsteatern och flera stora idrottsanläggningar såsom Malmö stadion. Fiskehoddorna, Limhamns kalkbrott och Triangeln är andra viktiga exempel från perioden.
Under 2000-talet har Malmö genomgått en omfattande förnyelse, med projekt som Västra Hamnen, Citytunneln, Malmö Arena och det ikoniska Turning Torso. Nya stadsdelar som Hyllievång har vuxit fram, med moderna landmärken som Emporia och Malmö Live.
Staden är även rik på religiösa byggnader. Svenska kyrkan är representerad av kyrkor som Sankt Petri, Sankt Pauli och Caroli, men här finns också katolska, frikyrkliga och andra samfund. Malmö har två synagogor och flera moskéer, däribland Malmö moské, Mahmoodmoskén och Skandinaviens största moské – Umm Al-Mu’minin Khadijah-moskén.

### Sport

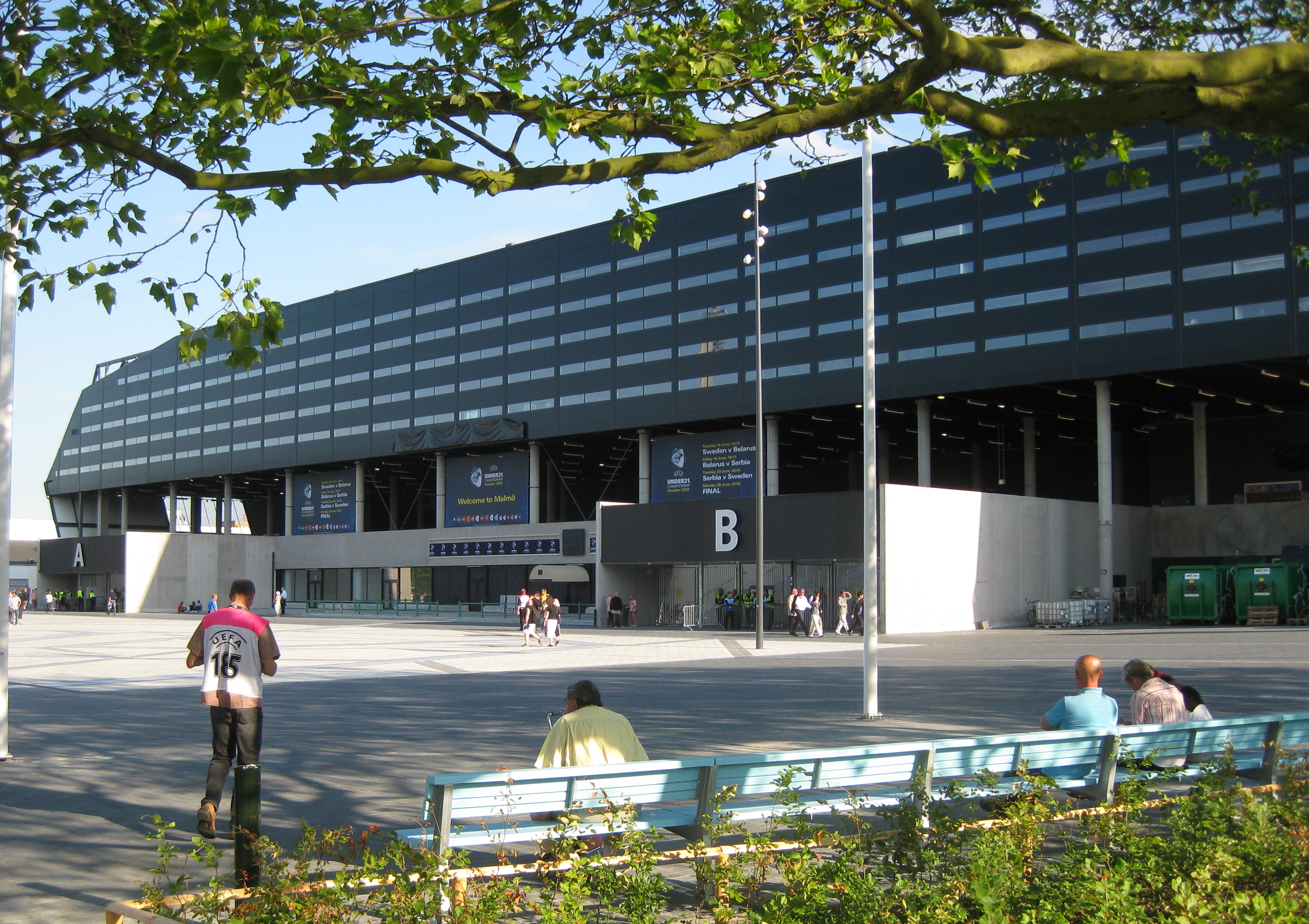
Stadion vid U21-EM 2009.

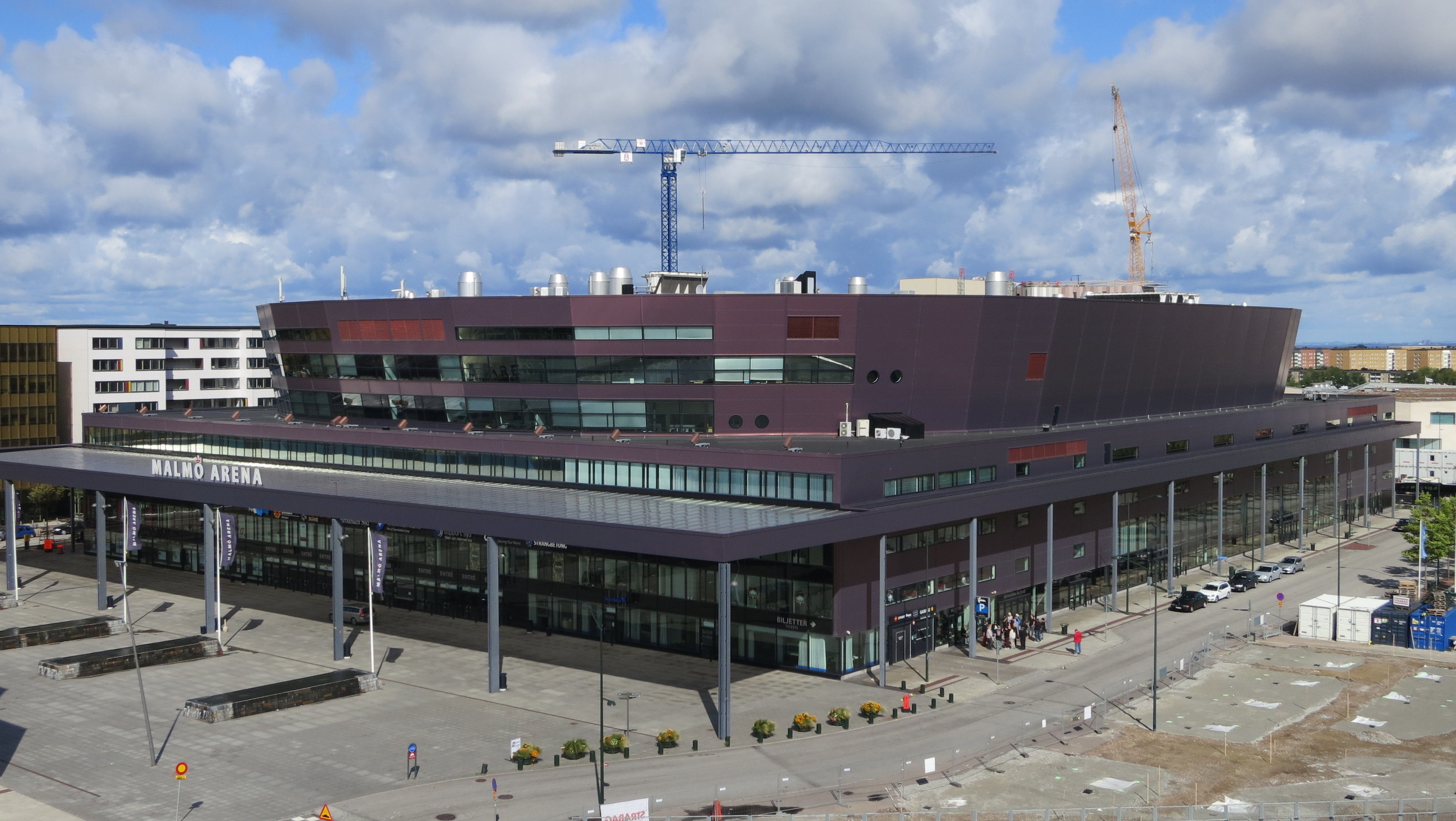
Malmö Arena.

Som sportstad är Malmö mest berömd för fotbollslaget Malmö FF som bildades 1910, vars främsta meriter är att ha vunnit Allsvenskan fler gånger än något annat svensk klubblag samt finalplatsen i Europacupen för mästarlag 1979 på Olympiastadion i München. Förvisso förlust 0–1 mot Nottingham Forest, men det gav klubben Svenska Dagbladets bragdmedalj. Stadens första Allsvenska lag var dock IFK Malmö, med ett 15-tal säsonger i denna serie. Malmö FF har även haft ett framgångsrikt damlag, under en tid med namnet LdB FC, numera under namnet FC Rosengård, som bland annat blivit svenska mästarinnor flera gånger.
Inom handboll har stadens främsta lag varit IFK Malmö. 
Från slutet av 1980-talet började Percy Nilsson storsatsa på den i staden tidigare lite undanskuffade ishockeyn och Malmö IF, numera känt som Malmö Redhawks. Denna storsatsning ledde fram till Elitserien samt två SM-guld under första halvan av 1990-talet.  
Efter att Percy Nilsson slutade sponsra "rödhökarna" levde klubben under ett antal år en mer undanskymd tillvaro utanför högsta serien. Att klubben flyttat från Malmö ishall till den nybyggda Malmö Arena, Sveriges andra största arena för ishockey, tycks inte hjälpt klubben sportsligt sett. Våren 2012 kom Redhawks i ekonomisk kris, och tvingades skära ner sina omkostnader. Det publika sportintresset i Malmö också har sedan 2000-talets början utan tvekan åter övergått till fotbollen och Malmö FF, som numera också spelar på en helt ny och utpräglad fotbollsarena (utan löparbanor), Stadion. Malmö Redhawks återkom till högsta serien (SHL) 2015 och har sedan dess hållit sig kvar och oftast även gått till slutspel.
Staden har periodvis även haft en basketklubb i högsta serien. Malbas och senare Heta Skåne, den senare spelade dock hemmamatcher i åtskilliga andra skånska städer. Intresset för basket i staden har aldrig varit särskilt högt.
Limhamn Griffins är stadens lag i amerikansk fotboll och har vunnit SM-guld tre gånger 1993,1994 och 2007. De spelar 2014 i Superserien.
Bland idrottsklubbar för icke-lagsporter märks främst den framgångsrika friidrottsföreningen MAI. De så kallade Kvällspostengalorna drog 25 000 åskådare till Malmö Stadion under flera år kring 1980-talets slut och 1990-talets början.
Malmö kommun utsågs till Sveriges bästa idrottsstad 2014 och 2015.

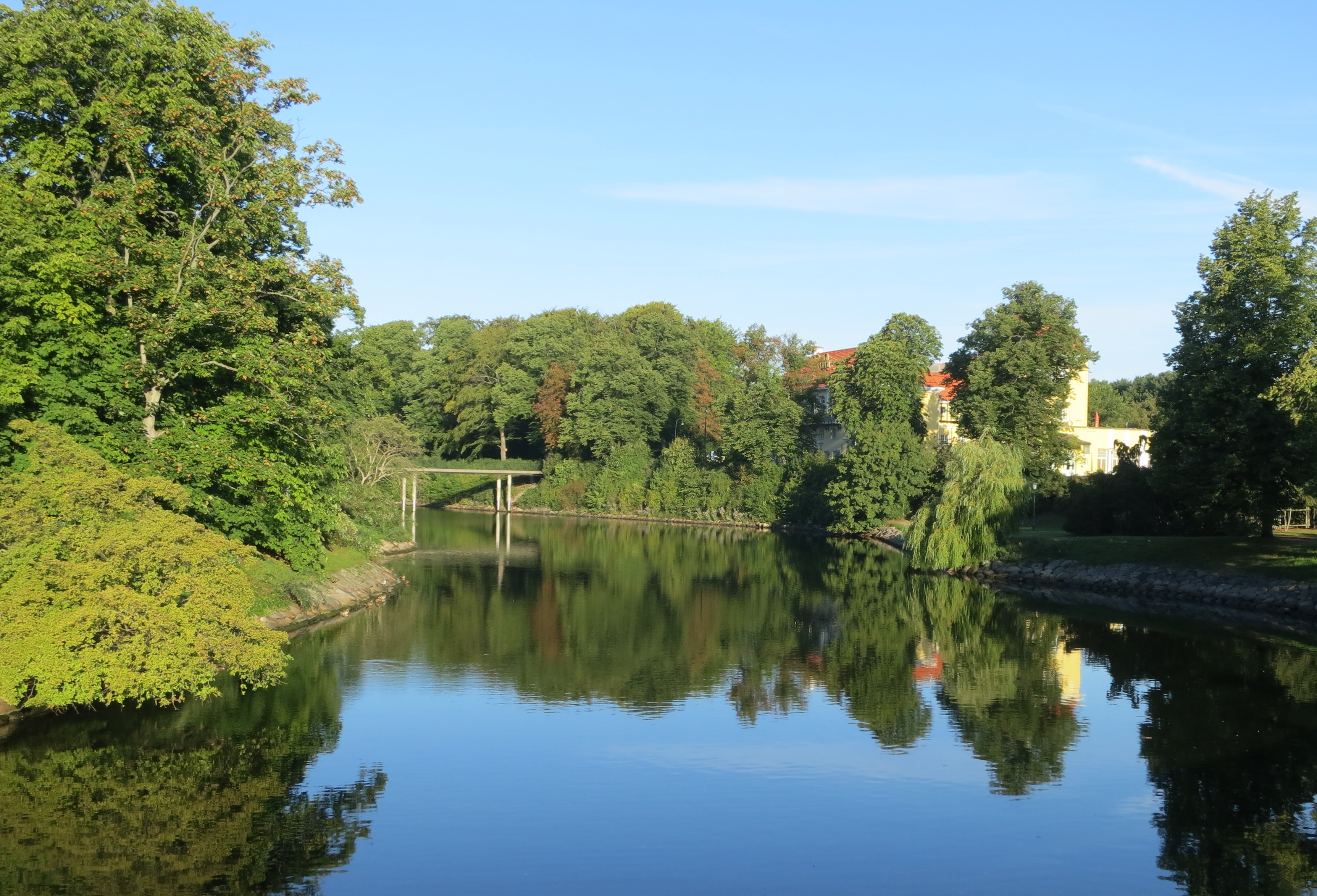
Parkkanalen

Runt om den äldsta delen av Malmö, med förgreningar till Malmöhus slott, finns "Malmö kanaler". Här förekommer rodd, kanot, vattencykeluthyrning etcetera. Kanalerna utgörs delvis av gamla vallgravar, medan Östra och Södra Förstadskanalerna anlades efter att stadens befästningsverk raserats i början av 1800-talet och staden därigenom utvidgats.
Hylliebadet, som invigdes den 15 augusti 2015, har bland annat en 50-metersbassäng, undervisningsbassänger, en familjedel med vattenrutschkanor, gym, relaxavdelning, bastur och café.

#### Idrottsevenemang
- I Malmö hölls det flera fotbollsmatcher under Fotbolls-VM 1958. Malmö Stadion var då arenan för dessa matcher, bland annat en semifinal.
- Även under Europamästerskapet i fotboll 1992 användes Malmö Stadion som arena.
- Världsmästerskapen i badminton 1977.
- Världsmästerskapen i bowling 1967.[45]
- De enda separata världsmästerskapen i 50 km gång den 18 september 1976 (därefter har gång avgjorts vid VM i friidrott).[46][47]
- Världsmästerskapen i speedway 1961 (första VM som hölls utanför Storbritannien).[48]
- Europamästerskapen i bordtennis 1964.[49]